# Władimir Putin
Władimir Władimirowicz Putin, ros. Владимир Владимирович Путин, wym. vɫɐˈdʲimʲɪr vɫɐˈdʲimʲɪrəvʲɪtɕ ˈputʲɪn ( odsłuchaj) (ur. 7 października 1952 w Leningradzie) – rosyjski polityk, działacz państwowy i funkcjonariusz służb specjalnych, prezydent Federacji Rosyjskiej w latach 2000–2008 i od 2012; wcześniej premier Rosji (1999–2000 i 2008–2012). Z wykształcenia prawnik.
Funkcjonariusz KGB (1975–1990), pracownik administracji Petersburga (1990–1996), urzędnik administracji prezydenta Rosji Borisa Jelcyna (1996–1998) i szef FSB (1998–1999). Od 8 sierpnia 1999 do 7 maja 2000 premier Rosji, a od 31 grudnia 1999 także pełniący obowiązki prezydenta Rosji. W 2000 i 2004 wybierany na prezydenta Rosji. Po ukończeniu drugiej kadencji objął stanowisko premiera Rosji (2008–2012). W 2012, 2018 oraz 2024 ponownie wybierany na prezydenta Rosji.
W 2022 został jednogłośnie uznany za zbrodniarza wojennego przez Senat Stanów Zjednoczonych w związku z inwazją Rosji na Ukrainę, a w 2023 został objęty nakazem aresztowania przez Międzynarodowy Trybunał Karny w Hadze z oskarżeniem o zbrodnie wojenne.

## Życiorys

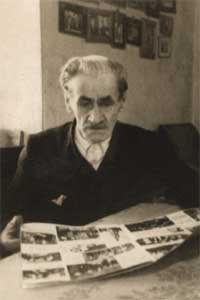
Spiridon Putin, dziadek Władimira Putina, na zdjęciu pod koniec życia

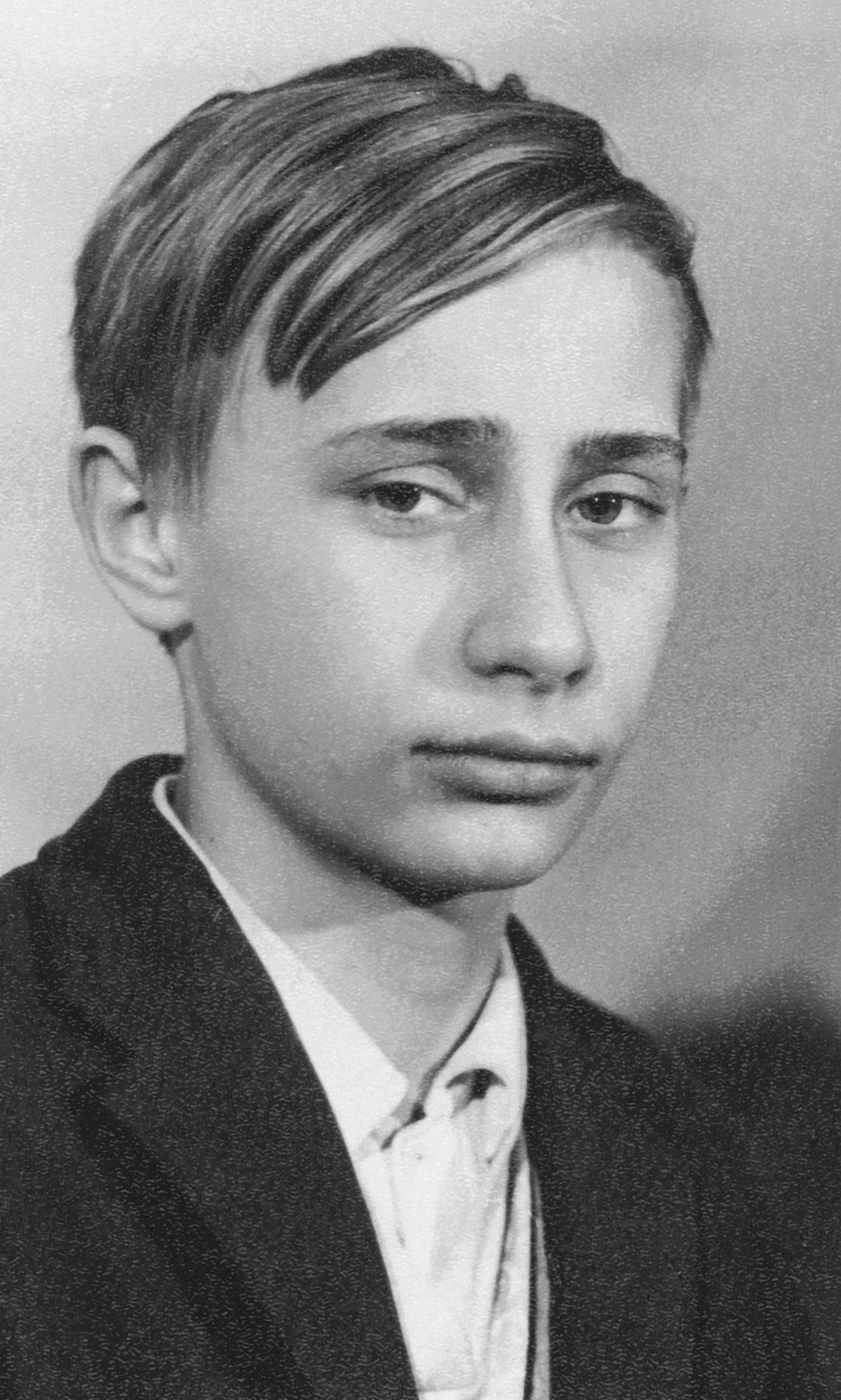
Władimir Putin w 1960

Rodzina Putina posiada sięgające daleko wstecz tradycje „związków z władzą” w Rosji. Jak podaje brytyjski popularyzator historii Simon Sebag Montefiore w swojej monografii Stalin. Dwór Czerwonego Cara, dziadek Władimira Putina, Spiridon Iwanowicz Putin (1879–1965) jako chłopiec dostarczał posiłki dla Rasputina, później był kucharzem Lenina i szefem kuchni w jednej z willi Stalina.
Władimir Putin urodził się 7 października 1952 w Leningradzie (ówczesna nazwa Petersburga). Był drugim dzieckiem Władimira Spiridonowicza Putina (1911–1999), uczestnika II wojny światowej, w latach 50. XX wieku członka ochrony zakładu budującego wagony kolejowe, a następnie mistrza w tym zakładzie, i Marii Iwanowny z domu Szełomowej (1911–1998). Ich pierwsze dziecko – 2-letni Wiktor – zmarło w 1941 roku, a przyczyną było prawdopodobnie niedożywienie i brak lekarstw.
Niektóre źródła uznają za wiarygodną relację Wiery Putiny (Osiepaszwili), podającej się za biologiczną matkę Władimira Putina. Według jej słów przyszły prezydent Rosji urodził się we wrześniu 1950 w obwodzie permskim jako nieślubny syn Wiery i żonatego mężczyzny Płatona Priwałowa, a od trzeciego do dziesiątego roku życia mieszkał z matką i ojczymem w Gruzji.
Chociaż mały Wołodia wychowywał się wśród lumpenproletariatu, to był rozpieszczany. W książce Putin. Człowiek bez twarzy autorka Masha Gessen twierdzi, że w szkole podstawowej jako jedyny miał zegarek. 1 września 1960 rozpoczął edukację w szkole podstawowej nr 193, położonej przy ulicy Baskowa, naprzeciwko swojego domu. Przez pierwsze cztery klasy był pod opieką nauczycielki po kursach wieczorowych. W piątej klasie był jednym z nielicznych w swojej liczącej ponad 45 uczniów grupie, który nie był jeszcze członkiem Pionierów, głównie z powodu swojego awanturniczego zachowania. W końcu wstąpił w szeregi Pionierów, lecz z powodu awantur wkrótce został z nich wykluczony. W szóstej klasie natomiast Putin na poważnie zainteresował się sportem – najpierw sambo, a następnie judo. Nauczyciele nie wróżyli mu wielkiej kariery. Uważali, że w najlepszym wypadku będzie pracował w bezpiece, choć byli tacy co nie wykluczali, że Wołodia stoczy się na drogę przestępstwa.
W 1975 ukończył studia na Wydziale Prawa Państwowego Uniwersytetu w Leningradzie. W czasie studiów został członkiem Komunistycznej Partii Związku Radzieckiego, pozostając w niej aż do czasu zakazania jej działalności i rozwiązania w 1991. Już na studiach został dostrzeżony przez agentów KGB jako kandydat do służby; kilka lat wcześniej, jako osiemnastolatek, osobiście udał się do siedziby KGB w Leningradzie, aby zadeklarować chęć zostania agentem. W 1984 został wysłany do Instytutu Czerwonego Sztandaru im. Andropowa, położonej w Moskwie szkoły szpiegowskiej, która miała go przygotować do służby zagranicznej.

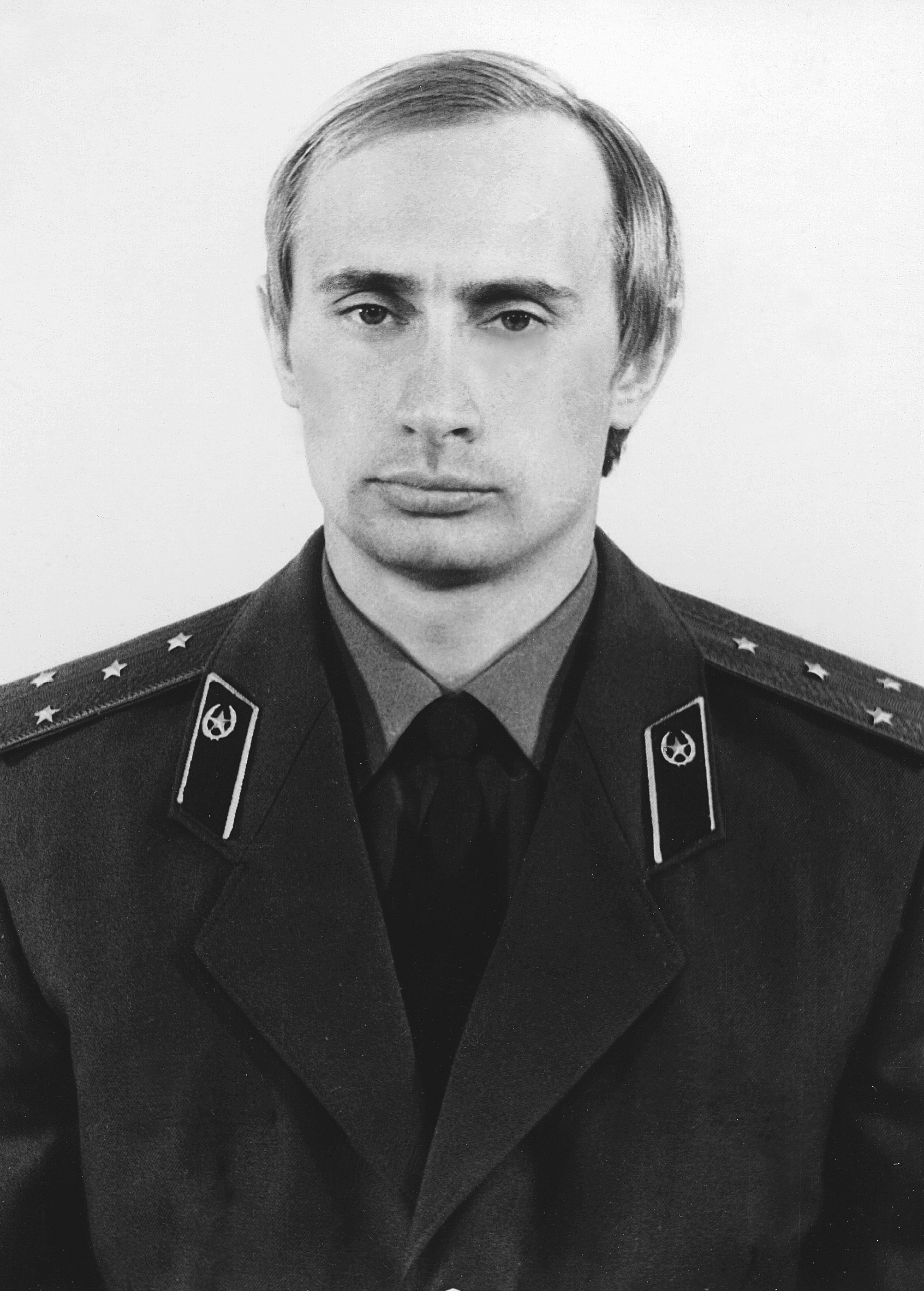
Władimir Putin jako funkcjonariusz KGB około 1980

Po ukończeniu nauki w instytucie rozpoczął pracę w KGB jako oficer operacyjny. W latach 1985–1990 służył w punkcie wywiadowczym KGB w Dreźnie, ówcześnie leżącym w Niemieckiej Republice Demokratycznej, gdzie miał zajmować się werbowaniem tajnych współpracowników (oficjalnie pracował jako dyplomata).
W 1990 powrócił do ZSRR i objął stanowisko doradcy rektora w Leningradzkim Uniwersytecie Państwowym do spraw zagranicznych. W tym samym roku rozpoczął współpracę z przewodniczącym Rady Miejskiej Leningradu Anatolijem Sobczakiem. Po wyborze Sobczaka na stanowisko mera Leningradu (przemianowanego na Petersburg) Putin objął stanowisko przewodniczącego Komitetu Spraw Zagranicznych w urzędzie mera miasta. 20 sierpnia 1991, w trakcie trwania puczu moskiewskiego Putin wystąpił ze służby w KGB. W latach 1992–1996 pełnił funkcję zastępcy mera Petersburga, odpowiedzialnego za kontakty międzynarodowe i inwestycje zagraniczne. Dzięki swojej pozycji miał możliwość nawiązania licznych kontaktów z osobami najwyżej postawionymi w państwie.
W sierpniu 1996 został powołany do pracy w administracji prezydenta Rosji Borisa Jelcyna. Inicjatorem ściągnięcia Putina do Moskwy był ówczesny szef administracji prezydenta Anatolij Czubajs. Putin objął stanowisko zastępcy szefa administracji nieruchomościami prezydenta, a w 1997 zastępcy szefa administracji prezydenta i szefa Głównego Zarządu Kontroli. Od maja do lipca 1998 był pierwszym zastępcą szefa administracji prezydenta. Od lipca 1998 do sierpnia 1999 był szefem Federalnej Służby Bezpieczeństwa (sukcesorki KGB). Od marca 1999 był jednocześnie sekretarzem Rady Bezpieczeństwa Federacji Rosyjskiej.
W ciągu kilku lat pracy w centralnej administracji Federacji Rosyjskiej szybko zdobył zaufanie najważniejszych osób w państwie. Dzięki poparciu m.in. Anatolija Czubajsa i Borisa Bieriezowskiego został 9 sierpnia 1999 powołany na stanowisko premiera. W Putinie upatrywano potencjalnego następcę Jelcyna na stanowisku prezydenta. Jako premier Putin wprowadził ponownie wojska rosyjskie na terytorium Czeczenii.
Od 31 grudnia 1999, po rezygnacji Jelcyna ze stanowiska prezydenta, Putin pełnił obowiązki prezydenta Rosji (zgodnie z art. 92 ust. 3 Konstytucji Federacji Rosyjskiej). W wyborach prezydenckich, które odbyły się 26 marca 2000 został wybrany na stanowisko głowy państwa. Uzyskał 52,9 procenta głosów. W kolejnych wyborach prezydenckich, które odbyły się 14 marca 2004 zdobył 71,2 procenta głosów i zwyciężył już w I turze. Największym problemem, z którym zmierzył się Putin, było osiągnięcie 50-procentowej frekwencji (wymaganej do ważności wyborów), co jednak udało się osiągnąć. 7 maja 2004 został zaprzysiężony na drugą czteroletnią kadencję na stanowisku głowy państwa.
Brał udział w wyborach do Dumy Państwowej, które odbyły się 2 grudnia 2007, jako kandydat otwierający listę wyborczą Jednej Rosji. Po wyborach nie objął jednak mandatu.
7 maja 2008 przekazał stanowisko prezydenta Dmitrijowi Miedwiediewowi. Tego samego dnia Miedwiediew przedstawił przewodniczącemu Dumy Borisowi Gryzłowowi kandydaturę Putina na stanowisko premiera. 8 maja 2008 Duma zatwierdziła kandydaturę Putina. 4 marca 2012 roku został ponownie wybrany na prezydenta Federacji Rosyjskiej. 7 maja 2012 został zaprzysiężony i tym samym objął urząd prezydenta. 18 marca 2018 w kolejnych wyborach prezydenckich uzyskał 76,65% głosów i 7 maja 2018 złożył po raz czwarty przysięgę na sześcioletnią kadencję. W dniach 15-17 marca 2024 w kolejnych wyborach prezydenckich uzyskał rekordowy wynik (87,3%), jednak same wybory zostały uznane przez opinię międzynarodową za niewiarygodne i sfałszowane, ponadto przeprowadzone niezgodnie z prawem krajowym, jak międzynarodowym. 

## Prezydentura i premierostwo

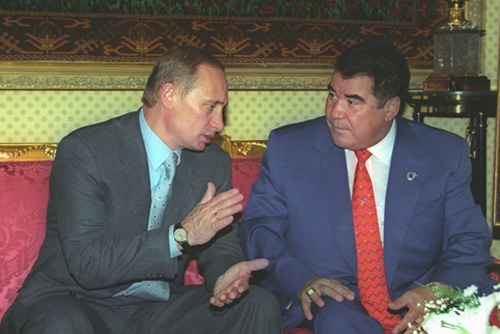
Prezydent Putin i prezydent Turkmenistanu Saparmyrat Nyýazow (2000)

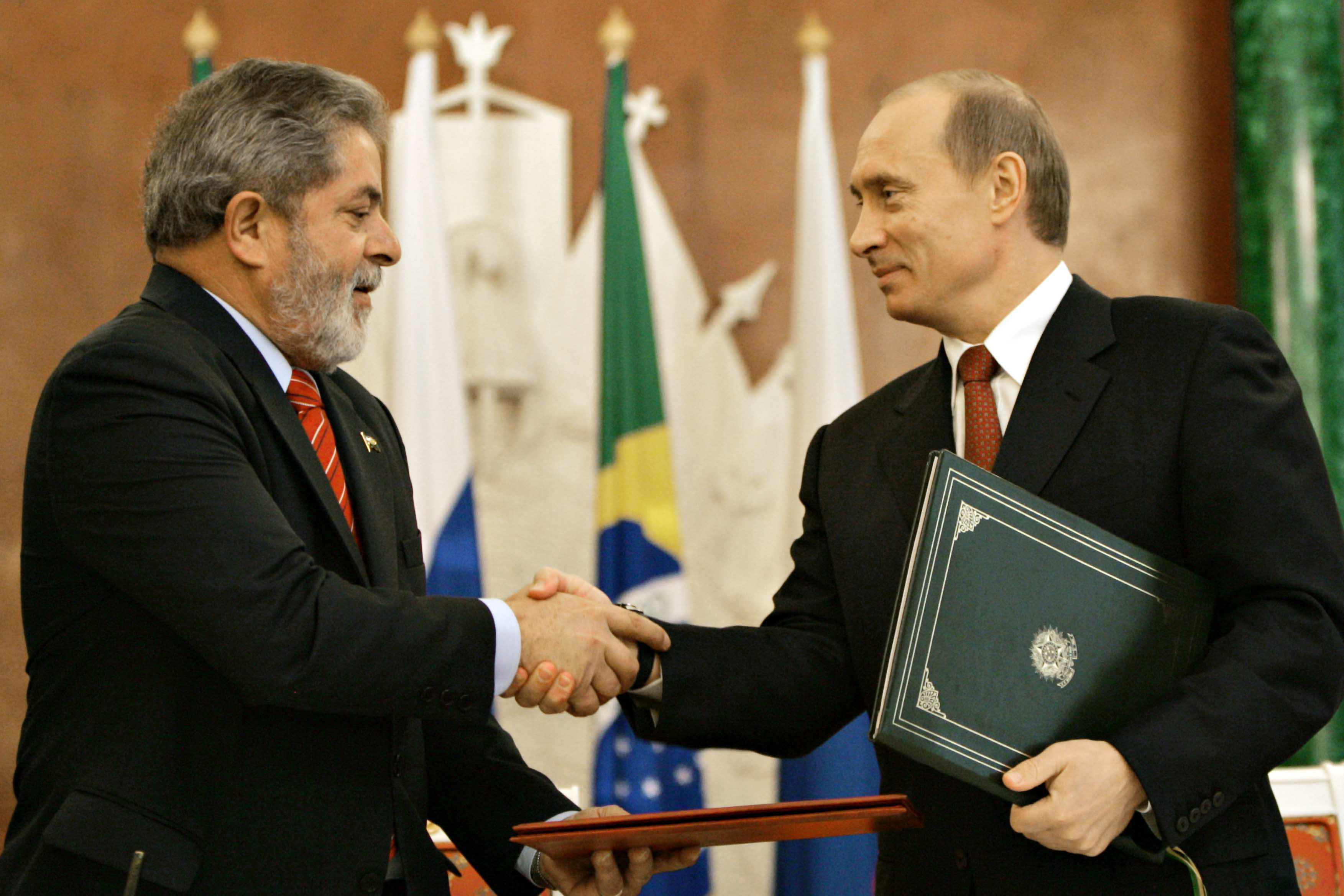
Spotkanie Putina z prezydentem Brazylii Luizem Inácio Lulą da Silvą (2005)

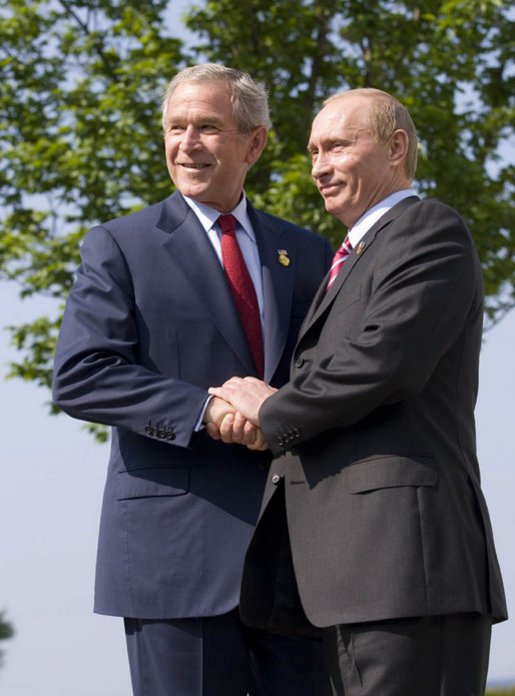
Spotkanie prezydenta Putina z prezydentem Stanów Zjednoczonych George’em W. Bushem (2007)

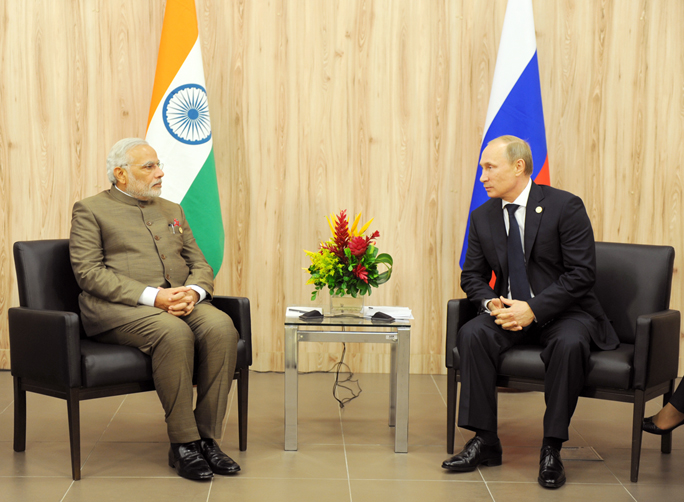
Władimir Putin z premierem Indii Narendrą Modim (2014)

### Sytuacja gospodarcza w okresie rządów
W początkowym okresie rządów Putina wyraźnie poprawiła się sytuacja gospodarcza kraju, Rosja uzyskała realne członkostwo w G8 i spłaciła większość swojego zadłużenia zagranicznego, m.in. zlikwidowała zadłużenie wobec Klubu Paryskiego. W 2000 roku zadłużenie zagraniczne kraju stanowiło ponad 50% PKB.
Wzrost gospodarczy, odczuwalna poprawa poziomu życia obywateli, realny wzrost pensji i emerytur oraz odmienne od czasów Jelcyna terminowe ich wypłacanie, a także spadek poziomu bezrobocia i inflacji stały się jednymi z przyczyn wysokiej popularności prezydenta w społeczeństwie. Źródeł poprawy sytuacji gospodarczej należy upatrywać w czynnikach zewnętrznych, tj. we wzroście cen surowców, głównie ropy i gazu, od których gospodarka rosyjska jest uzależniona. Za rządów Putina przeprowadzono też reformy podatkowe, wprowadzając podatek liniowy. Wraz ze spadkiem cen surowców obserwowanych od roku 2014, sytuacja gospodarcza Rosji ulega systematycznemu pogorszeniu. Wpływ na to mają także sankcje gospodarcze nałożone na Rosję po aneksji Krymu.

### Wyróżnienia na arenie międzynarodowej
Imieniem Władimira Putina nazwano w 2011 roku jedną z nienazwanych wcześniej gór w Kirgistanie, w paśmie Tienszan.

#### Rankingi polityków
- Grudzień 2007: Człowiek Roku tygodnika „Time”[30]
- Sierpień 2008: „Najbardziej wpływowy człowiek na świecie”, Vanity Fair[31][32][33]
- Listopad 2009: „Trzeci najbardziej wpływowy człowiek na świecie”, Forbes[34]
- Grudzień 2012: „Drugi najpotężniejszy człowiek świata”, Foreign Policy[35]
- Październik 2013: „Najbardziej wpływowy człowiek świata”, Forbes[36]
- Grudzień 2013. Człowiek Roku dziennika „The Times”[37]

### Kryzysy
Krytycy prezydenta zwracają uwagę na poważne kryzysy z okresu jego prezydentury: zatonięcie okrętu podwodnego „Kursk” w sierpniu 2000 oraz ataki terrorystów czeczeńskich na Teatr na Dubrowce w Moskwie w październiku 2002 i na szkołę w Biesłanie we wrześniu 2004. Wszystkie te wydarzenia okazały się tragiczne w skutkach. Krytycy Putina twierdzą, że kierowane przez niego administracja i służby specjalne miały wykazać się nieudolnością w trakcie akcji ratunkowych. Zwolennicy wskazują na fakt, że wskutek zdecydowanych reakcji resortów siłowych spektakularne akcje terrorystyczne zostały zahamowane, czemu jednak przeczy choćby zorganizowany w 2024 zamach w Crocus City Hall w Krasnogorsku, który został zlekceważony przez rosyjskie służby ostrzegane wcześniej przez Amerykanów.
Oprócz tego wskazuje się, że w trakcie rządów Władimira Putina podejmowano próby zamachu na życie jego przeciwników politycznych, takich jak np. Aleksiej Nawalny, Aleksandr Litwinienko, Siergiej Skripal czy też Boris Niemcow lub Elwira Wichariewa. Z kolei oskarżenia o wykorzystywanie rosyjskich służb specjalnych do działań na terenie państw trzecich spotykały się z reakcjami Władimira Putina (np. po eksplozjach we Vrběticach w Czechach), który w odpowiedzi utworzył listę państw nieprzyjaznych Rosji.
Dążenia Putina i jego partii do zwiększania zakresu władzy oraz tolerowanie korupcji spotykały się z reakcją społeczną, np. w latach 2011–2012 czy 2017, gdy na terenie Rosji organizowane były wielotysięczne demonstracje społeczne.
W trakcie wojny z Ukrainą w dniach 23-24 czerwca 2023 na terenie Rosji doszło do tzw. buntu Grupy Wagnera. Równo dwa miesiące później, tj. 23 sierpnia 2023 miała miejsce katastrofa lotnicza, w której zginęli m.in. Jewgienij Prigożyn oraz Dmitrij Utkin, przywódcy Grupy Wagnera. W ocenie m.in. amerykańskiego Instytutu Studiów nad Wojną katastrofa była następstwem rozkazu wydanego przez Władimira Putina.

### Czeczenia
Putin często jest obiektem krytyki działaczy i organizacji na rzecz praw człowieka, głównie ze względu na jego politykę względem Czeczenii. Zarzucają oni, że ta polityka doprowadziła w tamtym regionie do katastrofy humanitarnej, a prawa człowieka są w tej republice nagminnie łamane za całkowitym przyzwoleniem najwyższych czynników państwowych (obozy filtracyjne w Czeczenii). Krytycy Putina zarzucają mu, że swoimi działaniami doprowadził do eskalacji konfliktu na niespotykaną skalę i wzrostu zagrożenia terrorystycznego w samej Rosji. Putin działania w Czeczenii tłumaczył dążeniem do zachowania integralności terytorialnej Federacji Rosyjskiej oraz walką z międzynarodowym terroryzmem islamskim, zmierzającym jego zdaniem do rozbicia Rosji. Obserwatorzy jednak zwracają uwagę na fakt, iż istotne mogą być dla Rosji znajdujące się w Czeczenii złoża ropy naftowej i gazu ziemnego. Zbiegły do Wielkiej Brytanii podpułkownik FSB Aleksandr Litwinienko (zm. 2006) twierdził, że FSB po objęciu przez Putina funkcji premiera w 1999 na jego rozkaz przeprowadziła serię zamachów bombowych na bloki mieszkalne w Moskwie i Wołgodońsku. Hipotezę tę popierał również nieżyjący już Boris Bieriezowski. Wydaje się ona znajdować również uzasadnienie w przebiegu tzw. incydentu riazańskiego. Uwagę opinii publicznej zwrócił również fakt, że o zamachu w Wołgodońsku przewodniczący Dumy poinformował deputowanych trzy dni przed wydarzeniem.
Obarczanie Czeczenów odpowiedzialnością za zamachy oraz rajd czeczeńskiego oddziału, którego dowódcą był Szamil Basajew, na Dagestan pod hasłami zbudowania na Kaukazie islamskiego kalifatu stanowiły casus belli i posłużyły do rozpoczęcia nowej wojny w Czeczenii. Zwolennicy prezydenta chwalą go jednak, że swoimi działaniami doprowadził do stabilizacji sytuacji politycznej w Czeczenii. Z perspektywy czasu ocenia się, że zamachy i ich następstwa przyczyniły się do wzmocnienia poparcia społecznego dla Władimira Putina.

### Stosunki z oligarchami
Niektórzy analitycy uważają, że zmianę na stanowisku głowy państwa na przełomie 1999 i 2000 mogli popierać oligarchowie rosyjscy i członkowie tzw. „rodziny kremlowskiej” – najbardziej wpływowi politycy z najbliższego otoczenia prezydenta Jelcyna, którzy chcieliby zabezpieczyć swoje interesy, odsuwając jednocześnie od władzy nieprzewidywalnego i ciężko chorego przywódcę państwa, a wprowadzając na jego miejsce sprawnego administratora.
Późniejsze działania Putina pokazują, że takie oczekiwania inicjatorów zmiany na stanowisku prezydenta nie w pełni zostały zrealizowane, a w przypadku niektórych stronników Putina, np. Borisa Bieriezowskiego zmiana ta okazała się wręcz niekorzystna (Bieriezowski popadł w konflikt z Putinem i wyemigrował z Rosji).
Za rządów Putina ograniczono wpływy polityczne wielkich oligarchów, bądź wykorzystano ich pozycję ekonomiczną dla wzmocnienia roli prezydenta. Tych przedsiębiorców, którzy nie godzili się na współpracę z obozem prezydenckim i występowali przeciw niemu spotykały represje, czego przykładem może być aresztowanie i skazanie właścicieli koncernu Jukos – Michaiła Chodorkowskiego i Płatona Lebiediewa. Wiele z wyroków zapadających w rosyjskich sądach w głośnych sprawach krytycy Putina uznają za objaw rosnącego podporządkowania władzy sądowniczej prezydentowi.

### Zmiany w aparacie władzy
W okresie prezydentury Putina dokonano daleko idących zmian personalnych nie tylko na najwyższych szczeblach centralnego aparatu władzy, ale także na szczeblu regionalnym. Krótko po objęciu władzy doprowadził do odwołania (po ujawnieniu tzw. kompromatów) prokuratora generalnego Jurija Skuratowa, który publicznie podnosił temat korupcji wśród czołowych polityków Federacji Rosyjskiej. Za rządów Putina od władzy odsunięto część starej ekipy związanej z Borisem Jelcynem. W najbliższym otoczeniu prezydenta pozostała część „rodziny kremlowskiej” oraz najbardziej lojalni urzędnicy młodego pokolenia, m.in. minister ds. sytuacji nadzwyczajnych Siergiej Szojgu czy minister ds. reform gospodarczych German Gref. Eksponowane stanowiska zaczęli zajmować ludzie współpracujący wcześniej z Putinem (bądź to w administracji mera Petersburga, np. wicepremier Dmitrij Miedwiediew, bądź w ramach struktur służb specjalnych, np. były minister obrony Siergiej Iwanow). Niezwykle ważną rolę w otoczeniu prezydenta odgrywają tzw. siłowiki – politycy wywodzący się ze środowiska służb specjalnych, za najbardziej wpływowego z nich uważano m.in. Iwanowa.

### Poparcie polityczne
Wokół prezydenta zorganizowano ruch polityczny, zinstytucjonalizowany w ramach partii Jedna Rosja, utworzonej w 2001 przez proprezydenckich działaczy państwowych i oligarchów. W 2003 ugrupowanie to wygrało wybory parlamentarne i stało się najsilniejszą frakcją w Dumie Państwowej (niższa izba rosyjskiego parlamentu). Jej lider Boris Gryzłow pełni funkcję przewodniczącego Dumy. Charakterystyczną cechą tego ugrupowania jest brak jednoznacznego oblicza ideologicznego. Zasadniczą podstawą jego funkcjonowania jest nie wspólnota programowa, ale poparcie dla prezydenta i idea wzmocnienia jego ustrojowej pozycji. Istnieje też organizacja młodzieżowa organizacja Nasi, popierająca politycznie Putina i ślubująca lojalność wobec niego, oskarżona o pro-putinowską propagandę i prokremlowski trolling.

### Centralizacja władzy i ograniczanie demokracji

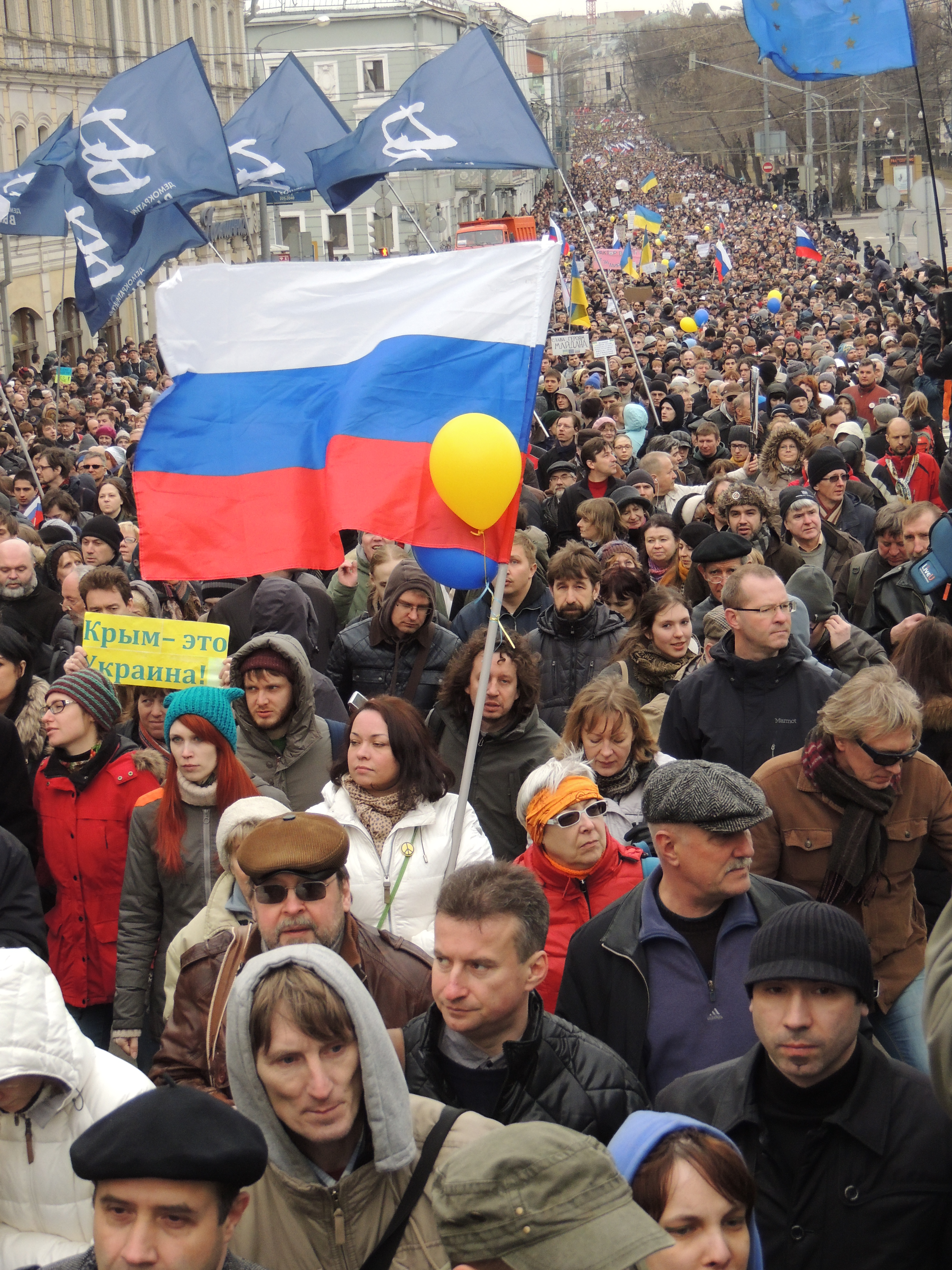
Antyputinowska demonstracja w Moskwie, 15 marca 2014

W ramach wzmacniania pozycji prezydenta odbywa się od czasu objęcia prezydentury przez Putina proces centralizacji władzy. Stopniowo ogranicza się uprawnienia gubernatorów obwodów i innych władz lokalnych oraz autonomię wielu republik wchodzących w skład Federacji Rosyjskiej. Kontroli działalności władz lokalnych mają służyć specjalni pełnomocnicy regionalni powoływani przez prezydenta.
Od początku rządów Władimira Putina charakterystyczny dla jego polityki był nieprzychylny stosunek do niezależnych mediów. Wyrazem tego było np. przejęcie niezależnej telewizji NTW już na początku pierwszej kadencji prezydenckiej. Media, które nadawały przekaz niezgodny z oficjalną linią narzucaną przez władze, eliminowano także w kolejnych latach, czego przykładem był los rozgłośni radiowej Echo Moskwy oraz telewizji Dożd´ po inwazji Rosji na Ukrainę.

### Walka o sukcesję
W czasie prezydentury Putina pojawiały się pomysły przeprowadzenia zmian w konstytucji umożliwiających mu kandydowanie na urząd głowy państwa na trzecią kolejną kadencję. W grudniu 2007 Putin oficjalnie udzielił poparcia jednemu ze swoich najbliższych współpracowników, wicepremierowi Dmitrijowi Miedwiediewowi, który wybrany został na prezydenta w wyborach z 2 marca 2008.

### Nawiązania do tradycji radzieckiej
W trakcie prezydentury Putina nastąpił również zwrot ku pewnym elementom tradycji radzieckiej. W 2000 zmieniono melodię hymnu państwowego Federacji Rosyjskiej, w miejsce kompozycji Michaiła Glinki wprowadzono melodię dawnego hymnu radzieckiego autorstwa Aleksandra Aleksandrowa z nowymi słowami (które napisał Siergiej Michałkow, wcześniej autor słów hymnu ZSRR).
Szczególnie hucznie obchodzono 60. rocznicę zakończenia II wojny światowej w maju 2005. Zorganizowano m.in. wielką paradę na placu Czerwonym w Moskwie. Jednocześnie jednak w 2005 władze rosyjskie doprowadziły do ustanowienia nowego święta państwowego „Dnia Jedności Narodowej”, obchodzonego 4 listopada, w rocznicę wypędzenia w 1612 wojsk polskich z Moskwy, wprowadzonego w miejsce zniesionego święta rewolucji październikowej, obchodzonego dotychczas 7 listopada.
Putin także parokrotnie wypowiadał krytyczne słowa wobec rewolucji bolszewickiej i jej przywódców, a także znany jest jego pozytywny stosunek do religii prawosławnej, więc możliwa jest inna interpretacja, gdzie Putin budując świadomość nowej Rosji, sięga częściej do jej mocarstwowej historii niż tradycji radzieckiej.

### Polityka zagraniczna
Okres prezydentury Putina jest uznawany za czas odbudowywania międzynarodowej pozycji Rosji i znaczącego wzrostu jej wpływów. Kształt rosyjskiej polityki zagranicznej także pozostaje przedmiotem poważnych dyskusji zwolenników i przeciwników prezydenta Putina. Wskazuje się, że charakterystycznymi elementami działań Putina są: podważanie dominującej pozycji Zachodu (w tym dążenie do koordynacji polityki z ChRL), forsowanie podziału świata na strefy wpływów, podejmowanie agresywnych działań wobec państw sąsiednich, a także zwiększanie potencjału militarnego Rosji. Znamienne było m.in. przemówienie Putina podczas 43. Konferencji Bezpieczeństwa w Monachium, gdy jednoznacznie skrytykował politykę USA i NATO i podważał ówczesny system bezpieczeństwa na świecie.
W polityce prowadzonej przez Putina widoczna jest też tendencja do przypisywania Rosji szczególnej roli w polityce państw byłego ZSRR, czego wyrazami już w początkowej fazie prezydentury były próba narzucenia Mołdawii tzw. Memorandum Kozaka w 2003 roku, oraz stopniowy wzrost wpływu rosyjskich decydentów na Siły Zbrojne Republiki Białorusi. Innym tego przykładem była inwazja na terytorium Gruzji w 2008, sprowokowana przez Rosję i przygotowywana od 2006 roku, co strona rosyjska przyznała w 2012.

#### Relacje z resztą Europy

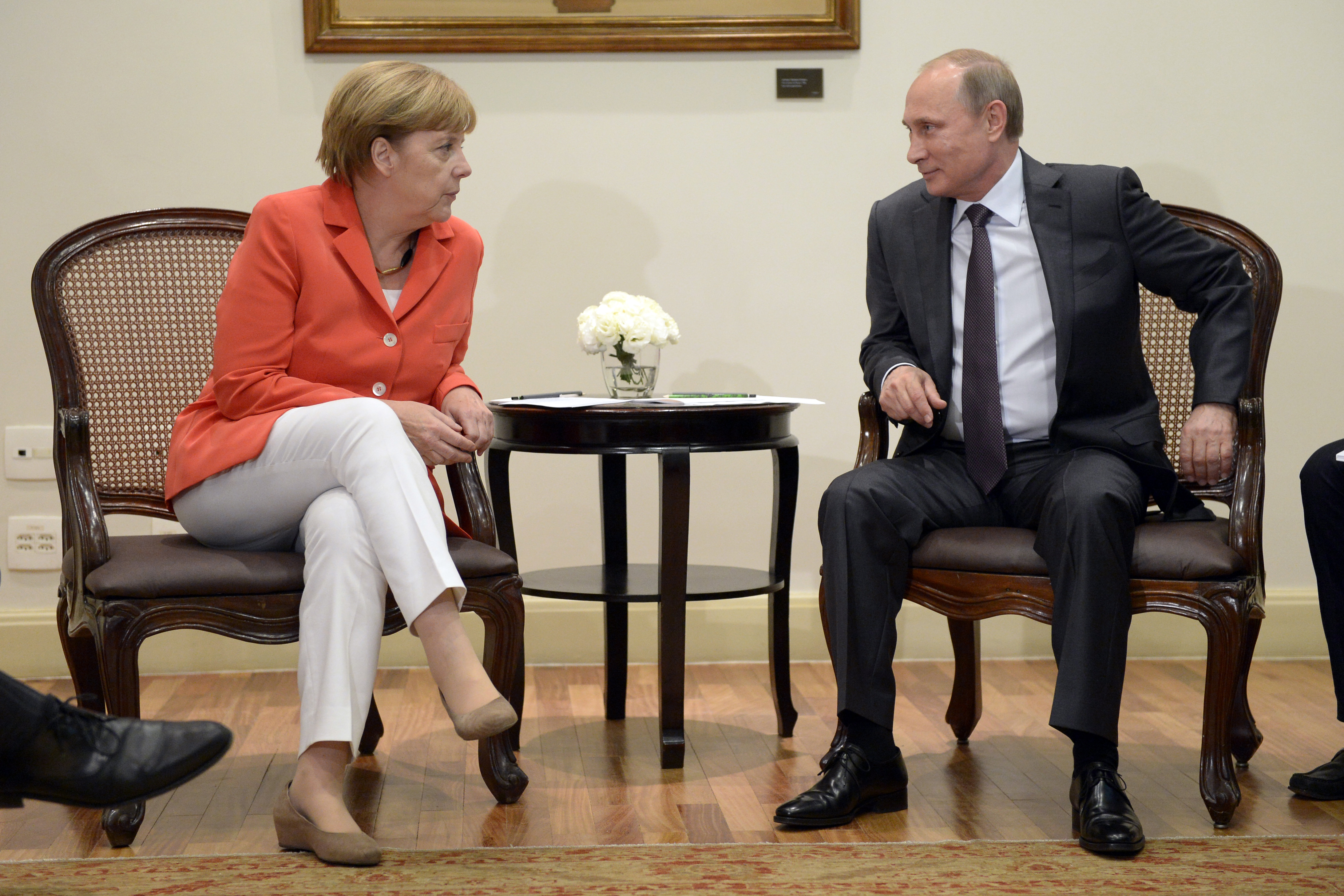
Władimir Putin i kanclerz Niemiec Angela Merkel (2014)

Jednocześnie Putin budował przyjazne relacje z niektórymi państwami Europy, zwłaszcza z Francją i Niemcami (dodatkowym atutem Putina w jego relacjach z władzami Niemiec jest jego biegła znajomość języka niemieckiego). Za sprawą pozytywnych relacji rosyjsko-francuskich i rosyjsko-niemieckich władze tych dwóch państw były niechętne krytyce poczynań rosyjskich w Czeczenii czy na Ukrainie. Jesienią 2005 r. międzynarodową (a w szczególności polską) opinię publiczną poruszył fakt zawarcia niemiecko-rosyjskiego porozumienia w sprawie budowy Gazociągu Północnego na Morzu Bałtyckim. Dodatkowym kontrowersyjnym faktem było wejście w skład rady nadzorczej spółki budującej Gazociąg byłego kanclerza Niemiec Gerharda Schrödera, który jeszcze jako szef rządu zabiegał o zawarcie porozumienia w sprawie Gazociągu.

##### Relacje z Ukrainą
Od wielu lat cechą charakterystyczną rosyjskiej polityki zagranicznej jest utrzymywanie silnych relacji z państwami byłego Związku Radzieckiego, przez krytyków odczytywane jako próby ingerencji w wewnętrzne sprawy tych państw. Przykładem tego może być poparcie władz rosyjskich, jakie zostało udzielone przed wyborami prezydenckimi na Ukrainie w 2004 Wiktorowi Janukowyczowi, kandydatowi ukraińskiego obozu władzy, którego zwycięstwo miało zapewnić utrzymanie i rozszerzenie rosyjskich wpływów na Ukrainie. W wyniku wydarzeń pomarańczowej rewolucji na Ukrainie prezydentem został jednak nieprzychylny Rosji Wiktor Juszczenko, którego wybór został przyjęty przez władze rosyjskie z wyraźnym niezadowoleniem. Od czasu pomarańczowej rewolucji stosunki rosyjsko-ukraińskie uległy wyraźnemu ochłodzeniu, a władze Federacji Rosyjskiej z prezydentem na czele wielokrotnie podejmowały próby nacisku na nowe kierownictwo polityczne Ukrainy, m.in. poprzez konflikty na tle dostaw gazu. Ponadto rządzona przez Putina Rosja wywierała presję na Ukrainę przeciwko podpisaniu umowy stowarzyszeniowej z Unią Europejską – w rezultacie Wiktor Janukowycz w 2013 odmówił podpisania umowy, co wywołało wybuch protestów społecznych. Odsunięcie od władzy Wiktora Janukowycza i zwrot Ukrainy w kierunku zachodnim oraz podjęcie przez nią prodemokratycznych reform spowodowały reakcję Władimira Putina, który doprowadził do aneksji Krymu przez Rosję, konfliktu zbrojnego na terenie Donbasu, a następnie do zbrojnej agresji wojsk rosyjskich na terytorium Ukrainy.

##### Relacje z Polską

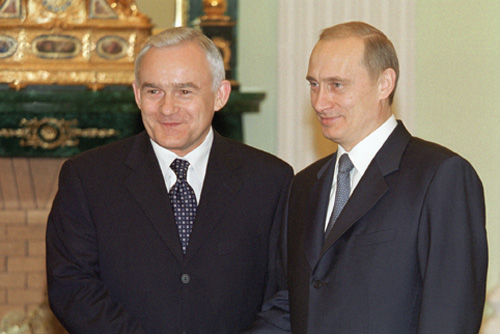
Władimir Putin i premier Leszek Miller (2001)

Poparcie udzielone pomarańczowej rewolucji przez władze polskie stało się również przyczyną ochłodzenia relacji polsko-rosyjskich. Postawa prezydenta Aleksandra Kwaśniewskiego, który uczestniczył w obradach ukraińskiego „okrągłego stołu” w roli negocjatora została oficjalnie skrytykowana przez Putina. W trakcie obchodów 60. rocznicy zakończenia II wojny światowej, 9 maja 2005 Putin w okolicznościowym przemówieniu nie wymienił Polski wśród najważniejszych sojuszników ZSRR w koalicji antyhitlerowskiej. Strona rosyjska odmówiła również uznania za ludobójstwo zbrodni katyńskiej. Władze rosyjskie podjęły też wiele kroków, które zdaniem części obserwatorów spowodowały pogorszenie stosunków polsko-rosyjskich, m.in. 10 listopada 2005 wprowadzono zakaz importu produktów mięsnych pochodzących z Polski, zimą 2005 bez podania przyczyny przerwano dostawy gazu do Polski. Po objęciu funkcji prezydenta Polski przez Lecha Kaczyńskiego spekulowano o możliwości jego spotkania z Putinem, do czego jednak nie doszło. 8 lutego 2008, po raz pierwszy po kilkuletniej przerwie, wizytę w Moskwie złożył polski Prezes Rady Ministrów, Donald Tusk. Sam Władimir Putin jako prezydent przebywał w Polsce dwukrotnie: z oficjalną wizytą w dniach 16–17 stycznia 2002 w dniach 27–28 stycznia 2005 jako gość uroczystości 60. rocznicy wyzwolenia niemieckiego nazistowskiego obozu Auschwitz-Birkenau oraz, już jako premier, 1 września 2009 podczas obchodów 70-lecia wybuchu II wojny światowej.
10 kwietnia 2010, w godzinę po katastrofie polskiego Tu-154 w Smoleńsku, prezydent Dmitrij Miedwiediew powołał Władimira Putina na szefa specjalnej komisji rządowej ds. zbadania przyczyn katastrofy.
W latach 2019–2020 przy okazji różnych wypowiedzi i artykułów Władimir Putin kilkukrotnie oskarżał Polskę o współodpowiedzialność za udział w wydarzeniach prowadzących do wybuchu II wojny światowej i współpracę z III Rzeszą, usprawiedliwiając przy tym politykę prowadzoną przez Józefa Stalina. Z kolei po rozpoczęciu w 2022 rosyjskiej inwazji na Ukrainę Władimir Putin wielokrotnie wygłaszał komunikaty, w których stwierdzał, że zagrożeniem dla integralności terytorialnej Ukrainy nie jest Rosja, lecz Polska.

#### Relacje ze Stanami Zjednoczonymi

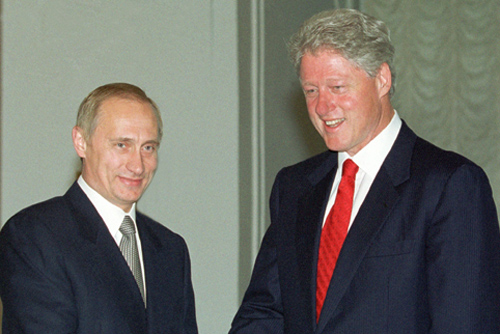
Władimir Putin i prezydent USA Bill Clinton podczas spotkania w trakcie wizyty Clintona w Moskwie w czerwcu 2000

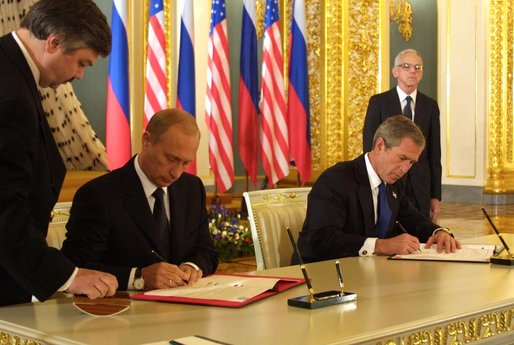
Władimir Putin i prezydent USA George W. Bush podczas podpisania traktatu Strategic Offensive Reductions Treaty w Moskwie w maju 2002

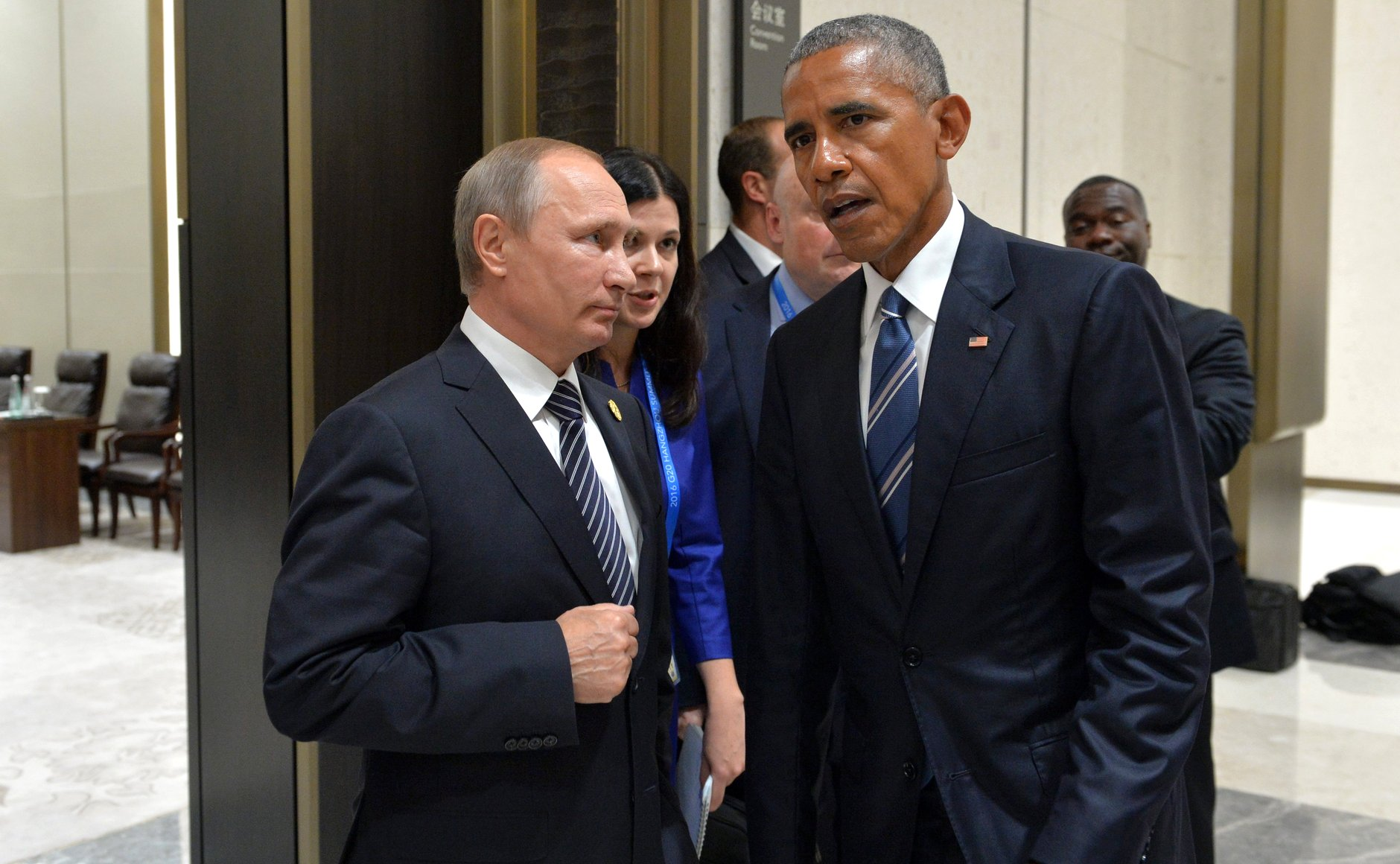
Władimir Putin i prezydent USA Barack Obama podczas spotkania na marginesie Szczyt grupy G20 2016 w Chinach we wrześniu 2016

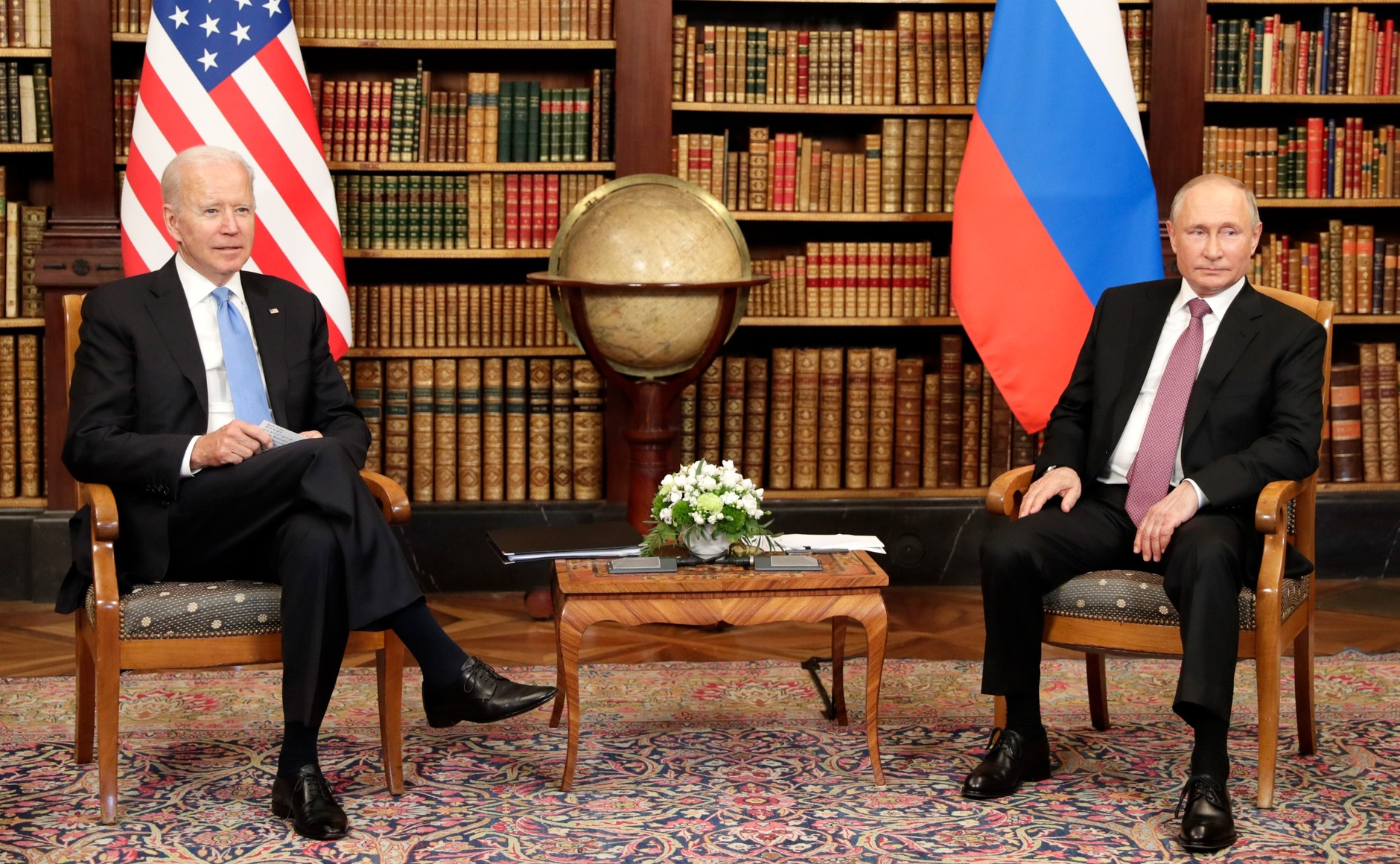
Prezydent USA Joe Biden i Władimir Putin podczas Szczyt Rosja–Stany Zjednoczone 2021 w Genewie w czerwcu 2021

Władimir Putin i prezydent USA Donald Trump podczas Szczyt Rosja–Stany Zjednoczone 2025 w Anchorage w sierpniu 2025

Inny wymiar mają z kolei relacje rządzonej przez Władimira Putina Rosji ze Stanami Zjednoczonymi. Rosja formalnie poparła po zamachach z 11 września 2001 amerykańską walkę przeciwko terroryzmowi, żądając jednocześnie uznania swoich działań wymierzonych przeciwko bojownikom czeczeńskim za część międzynarodowej wojny z terroryzmem. Putin przy tym z zadowoleniem przyjął mające miejsce krótko po 11 września rozmieszczenie wojsk USA na terytorium środkowoazjatyckich sojuszników Moskwy w celu podjęcia działań w Afganistanie. Z drugiej strony Rosja nie poparła interwencji sił sprzymierzonych w Iraku w 2003. Pogorszeniu się stosunków rosyjsko-amerykańskich sprzyjało również poparcie rządu USA dla „kolorowych” rewolucji w Gruzji w 2003 i na Ukrainie w 2004, w wyniku których władzę w tych krajach objęli politycy niechętni Rosji. Przyczyna leży też w sprzeciwie wobec budowy systemu obrony przeciwrakietowej w Polsce i Czechach, który nasilił się w 2007.
Władimir Putin jako prezydent Rosji wielokrotnie odbywał spotkania ze wszystkimi prezydentami Stanów Zjednoczonych, którzy pełnili urząd w trakcie jego prezydentury. Pierwszym urzędującym prezydentem USA w okresie prezydentury Putina był Bill Clinton – przyjechał on do Moskwy w czerwcu 2000, niecały miesiąc po inauguracji Putina na pierwszą kadencję prezydencką. Obaj przywódcy m.in. zwiedzili wówczas Kreml i uczestniczyli w koncercie jazzowym, a agenda ich rozmów obejmowała kontrolę zbrojeń, niepokoje na Kaukazie Północnym i sytuację na Bałkanach. Putin spotkał się z Clintonem jeszcze trzykrotnie, w tym raz w ojczyźnie Clintona – we wrześniu 2000 na Millennium Summit w Siedzibie Głównej ONZ w Nowym Jorku. Z następcą Clintona, George’em W. Bushem, Władimir Putin spotkał się w sumie 28 razy podczas jego dwóch kadencji prezydenckich. Rosjanin był pierwszym zagranicznym przywódcą, który zadzwonił do Busha po atakach z 11 września 2001, składając kondolencje i wyrazy wsparcia. W 2002 natomiast podpisał wraz z nim Strategic Offensive Reductions Treaty – dotyczący zbrojeń jądrowych traktat, który znacząco ograniczył arsenał strategicznych głowic jądrowych obu krajów. Bush pochlebnie wyrażał się o Putinie po swoim pierwszym spotkaniu z nim w 2001, twierdząc, że „spojrzał temu człowiekowi prosto w oczy” i „uznał go za bardzo szczerego oraz godnego zaufania”, poznając „istotę jego duszy”. Putin z kolei nazwał Busha „porządnym człowiekiem i dobrym przyjacielem”, dodając, że dobre stosunki z nim pomogły znaleźć wyjście z „najtrudniejszych i najbardziej konfliktowych sytuacji”. Ze sprawującym urząd przez dwie kadencje w latach 2009–2017 Barackiem Obamą Putin spotkał się dziewięć razy, co stanowi liczbę mniejszą, niż ta dotycząca spotkań Obamy z Dmitrijem Miedwiediewem, który pełnił urząd prezydenta Rosji w latach 2008–2012 (Putin był wówczas premierem Rosji) – wynosi ona dwanaście. O ile za prezydentury Miedwiediewa Moskwa i Waszyngton rozmawiały o „resetowaniu” stosunków rosyjsko-amerykańskich po zimnej wojnie i pracowały nad traktatami o kontroli zbrojeń, o tyle po powrocie Putina do władzy prezydenckiej w 2012 między oboma krajami narastały napięcia. Kreml oskarżył Zachód o ingerencję w sprawy wewnętrzne Rosji, twierdząc, że podsyca on antyrządowe protesty, które wstrząsnęły Moskwą w momencie, gdy Putin ubiegał się o reelekcję. W 2013 Obama odwołał swoją wizytę w Moskwie po tym, jak Rosja udzieliła azylu Edwardowi Snowdenowi, byłemu pracownikowi National Security Agency i sygnaliście, z kolei po tym jak w 2014 Kreml zaanektował Krym i wsparł separatystyczne powstanie we wschodniej Ukrainie Stany Zjednoczone i ich sojusznicy odpowiedzieli paraliżującymi sankcjami. Relacje Rosja–USA spadły do najniższego poziomu od czasów zimnej wojny, a dodatkowo skomplikowała je interwencja wojskowa Kremla w Syrii w 2015 w celu wsparcia reżimu Baszszara al-Asada. Putin i Obama ostatni raz spotkali się w Chinach we wrześniu 2016, na marginesie szczytu grupy G20, gdzie rozmawiali o Ukrainie i Syrii. 
Gdy Obamę zastąpił Donald Trump, do końca jego pierwszej kadencji prezydenta USA w 2021 odbyło się ogółem sześć spotkań między nim a Putinem – w trakcie szczytów grupy G20 i organizacji APEC, a także rosyjsko-amerykańskiego szczytu w Helsinkach w lipcu 2018, który zyskał sławę za sprawą dawanych na nim przez Trumpa wyrazów akceptacji zapewnień Putina, że Moskwa nie dopuściła się zarzucanej jej ingerencji w wybory prezydenckie w USA w 2016, i otwartego kwestionowania przez niego jednoznacznych ustaleń własnych agencji wywiadowczych. Gdy prezydentem Stanów Zjednoczonych został Joe Biden, w trakcie jego jedynej kadencji Władimir Putin spotkał się z nim tylko raz – w Genewie w czerwcu 2021, kiedy Rosja gromadziła wojska na granicy z Ukrainą, a Waszyngton wielokrotnie oskarżał Rosję o cyberataki. Putin i Biden rozmawiali przez trzy godziny, bez przełomu. Wymienili wyrazy wzajemnego szacunku, ale stanowczo potwierdzili swoje skrajnie odmienne poglądy w różnych kwestiach. Kontaktowali się ponownie za pośrednictwem wideokonferencji w grudniu 2021, gdy napięcie wokół Ukrainy wzrosło. Biden zagroził sankcjami w przypadku inwazji Rosji na Ukrainę, a Putin zażądał gwarancji, że Kijów nie przystąpi do NATO, co Waszyngton i jego sojusznicy uznali za niemożliwe do spełnienia. Kolejna rozmowa między nimi poprzez łącza miała miejsce w lutym 2022, niecałe dwa tygodnie przed dokonaniem przez Rosję inwazji. Wtedy kontakty Rosja–USA na wysokim szczeblu urwały się, a od czasu inwazji nie doszło do żadnych publicznie ujawnionych rozmów. Po powrocie do władzy w USA Donalda Trumpa w 2025 15 sierpnia tego roku w Anchorage na Alasce miało miejsce pierwsze spotkanie Putina z Trumpem od czasu inauguracji drugiej kadencji Trumpa. Spotkanie to poprzedziło około pół tuzina publicznie ujawnionych rozmów telefonicznych między oboma przywódcami. Było pierwszym od 2021 spotkaniem prezydentów Rosji i USA oraz pierwszym między Putinem i Trumpem przeprowadzonym na amerykańskiej ziemi. Stanowiło też pierwszą wizytę Władimira Putina w Stanach Zjednoczonych od września 2015, kiedy to przemawiał na Zgromadzeniu Ogólnym ONZ i spotkał się z Barackiem Obamą.

#### Relacje z Chinami

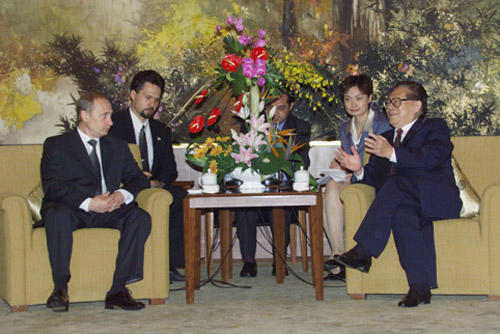
Władimir Putin i przewodniczący Chin Jiang Zemin podczas spotkania w Szanghaju w czerwcu 2001

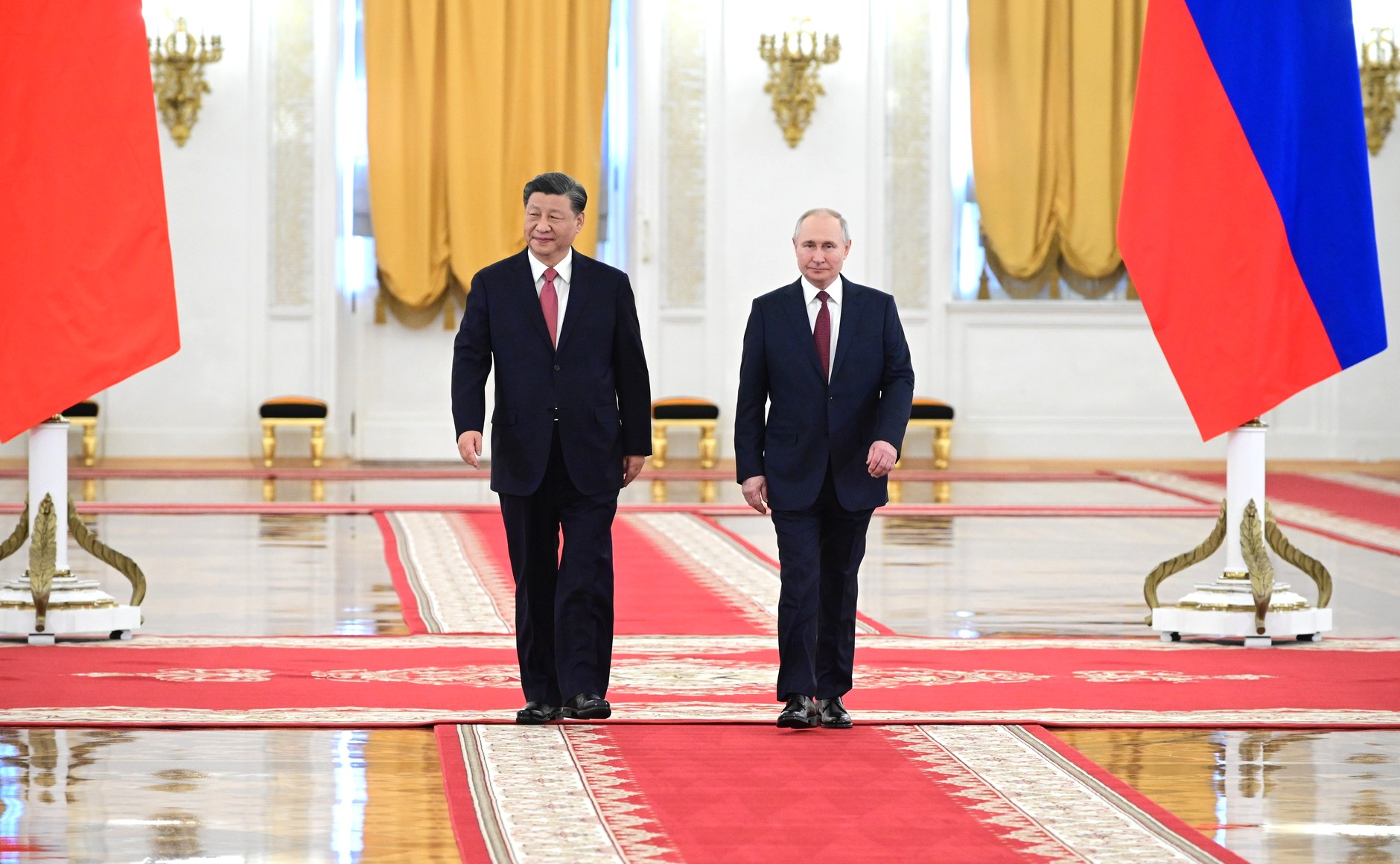
Przewodniczący Chin Xi Jinping i Władimir Putin podczas ceremonii powitalnej w Wielkim Pałacu Kremlowskim w Moskwie w marcu 2023

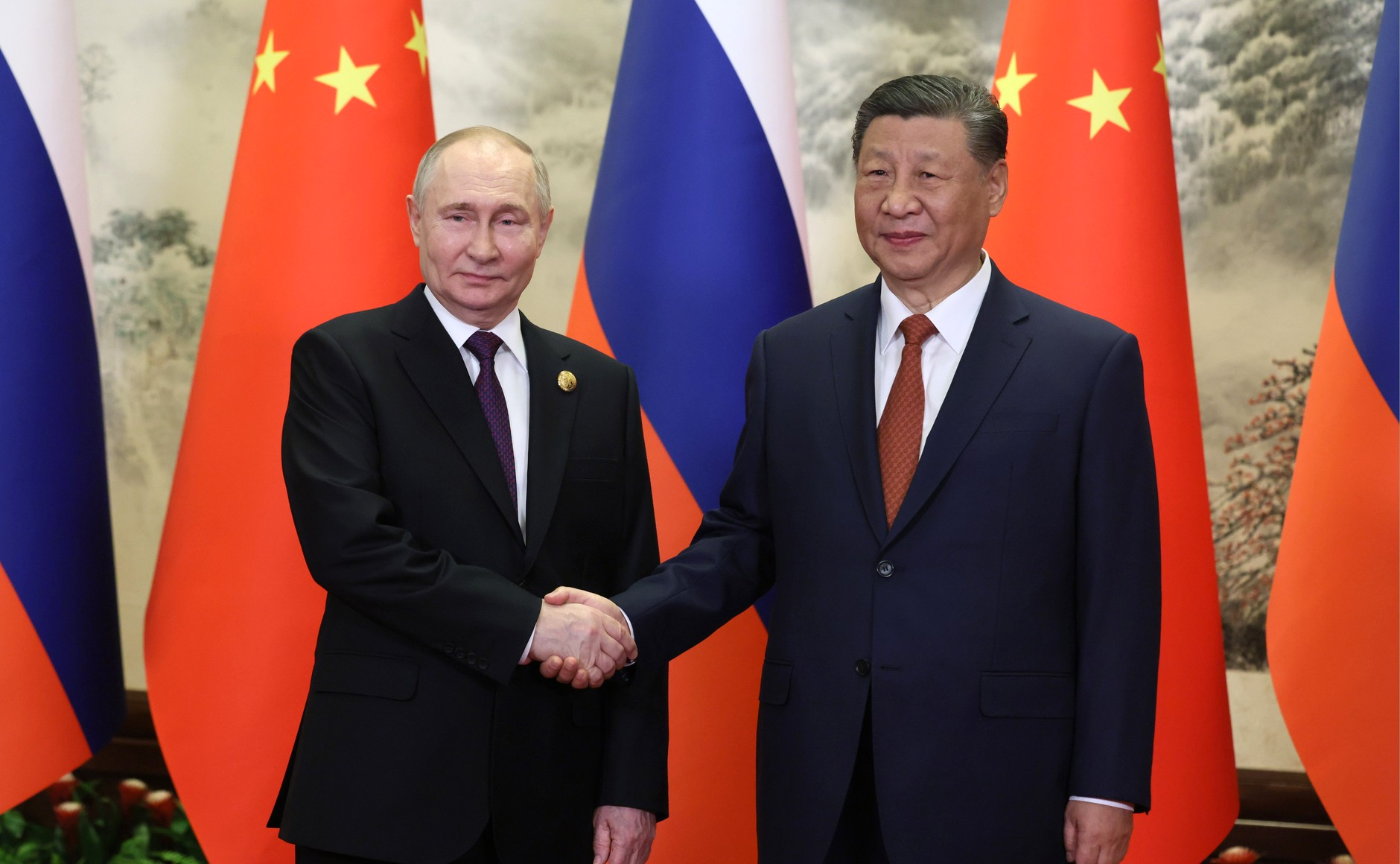
Władimir Putin i przewodniczący Chin Xi Jinping podczas spotkania w Wielkiej Hali Ludowej w Pekinie w maju 2024

Na początku pierwszej kadencji prezydenckiej, 16 lipca 2001 Władimir Putin podpisał w Moskwie z przewodniczącym Chin Jiang Zeminem traktat o przyjaźni między Rosją a Chinami, który wszedł w życie 28 lutego następnego roku. W czerwcu 2021 Putin i przewodniczący Chin Xi Jinping ogłosili przedłużenie wygasającego w lutym 2022 traktatu o kolejne 5 lat. Przy tej okazji Putin stwierdził, że traktat doprowadził relacje chińsko-rosyjskie do „bezprecedensowo wysokiego poziomu” oraz określił go mianem „fundamentalnego dokumentu prawa międzynarodowego”. Rosyjski przywódca powiedział także, że współpraca rosyjsko-chińska „odgrywa stabilizującą rolę w sprawach globalnych”. 
Podczas rządów Putina współpraca między oboma krajami na wszystkich polach, tj. militarno-technologicznym, gospodarczym i politycznym, została wzmocniona. Na tym ostatnim polu Rosja z Chinami współpracuje przede wszystkim w ramach BRICS i Szanghajskiej Organizacji Współpracy, ponadto obie strony regularnie wspierają się na arenie międzynarodowej np. w Radzie Bezpieczeństwa ONZ, gdzie nie blokują swoich działań od 2004.Na początku lutego 2022, przy okazji zimowych igrzysk olimpijskich w Pekinie, Putin złożył oficjalną wizytę w Chinach, podczas której podpisał z przewodniczącym Xi Jinpingiem deklarację o „stosunkach międzynarodowych wchodzących w nową erę i globalnym zrównoważonym rozwoju”. Znalazło się w niej wzajemne poparcie dla chińskich interesów na Indo-Pacyfiku (obejmujących m.in. przejęcie Tajwanu) i dla rosyjskich postulatów bezpieczeństwa w Europie. Dokument odwołuje się do chińsko-rosyjskiej wizji nowego ładu międzynarodowego, której głównym elementem jest podważenie kluczowej roli USA i wartości bronionych przez to państwo oraz jego europejskich i azjatyckich partnerów, w tym przestrzegania prawa międzynarodowego czy standardów demokratycznych.
Dwa miesiące po inwazji Rosji na Ukrainę, w kwietniu 2022 najpierw przewodniczący Xi, a później minister spraw zagranicznych Chin Wang Yi przedstawili oficjalne stanowisko władz ChRL wobec „sytuacji na Ukrainie”. Postulowali m.in. wznowienie rozmów pokojowych między Rosją a Ukrainą (zerwanych po odkryciu rosyjskich zbrodni w Buczy), poszanowanie suwerenności i integralności terytorialnej wszystkich państw w duchu Karty Narodów Zjednoczonych (bez bezpośredniego odwołania do Ukrainy), odrzucenie „zimnowojennej mentalności” oraz sprzeciw wobec sankcji na Rosję. W trakcie trwania rosyjskich działań wojskowych na Ukrainie państwa wspierające Kijów nieraz krytykowały Pekin za udzielanie pomocy Rosji, z kolei Chiny utrzymywały, że są stroną neutralną w konflikcie rosyjsko-ukraińskim. W wymiarze symbolicznym dały temu wyraz np. w lutym 2023, kiedy to podczas szczytu grupy G20 w Indiach odmówiły przyjęcia fragmentów oświadczenia grupy G20, w których „w najostrzejszych słowach” potępiono agresję Rosji. W tym samym roku, w dniach 20–22 marca Xi Jinping złożył oficjalną wizytę Władimirowi Putinowi w Rosji, którą Pekin określił mianem „podróży pokoju” i podczas której Xi miał „odegrać konstruktywną rolę w promowaniu rozmów pokojowych” w sprawie wojny na Ukrainie. Xi był pierwszym zagranicznym przywódcą, który odwiedził Putina po tym, jak ten kilka dni wcześniej został przez Międzynarodowy Trybunał Karny obłożony nakazem aresztowania.
Inwazja Rosji na Ukrainę spowodowała zacieśnienie współpracy między Rosją a Chinami w wielu dziedzinach. Od tego czasu Rosja stała się coraz bardziej zależna od chińskiego wsparcia, zarówno pod względem gospodarczym, jak i wojskowym. W samym 2022 dwustronna wymiana handlowa wzrosła o ponad 30% (do 190 mld dolarów), a ChRL stała się najważniejszym partnerem handlowym Federacji Rosyjskiej. Po inwazji Moskwa coraz bardziej polegała na Pekinie jako kluczowym odbiorcy swoich surowców po wprowadzeniu zachodnich sankcji, które znacznie ograniczyły jej dostęp do rynków europejskich. W 2023 Rosja została największym dostawcą ropy naftowej do Chin, wyprzedzając Arabię Saudyjską.

#### Relacje z krajami afrykańskimi
Za jego rządów Rosja zaczęła zwiększać swoje wpływy w Afryce. W 2021 roku udzielił po zamachu stanu w Mali w 2021 roku wsparcia nowemu przywódcy Assimi Goitcie, wysyłając do Mali wojskowych z Grupy Wagnera, zaś po jej likwidacji utworzono w jej miejsce Korpus Afrykański. W kwietniu 2024  kontyngent Korpusu Afrykańskiego został wysłany do Nigru, aby udzielić wsparcia rządowi powstałemu po zamachu stanu. Putin rozpoczął także bliską współpracę z przywódcą Burkiny Faso Ibrahimem Traoré, obejmującą wsparcie gospodarcze i polityczne oraz wysłanie brygady paramilitarnej do Burkiny Faso. We wszystkich tych państwach Rosja kreowała się na obrońcę Afryki od francuskiego neokolonializmu.

#### Zimowe Igrzyska Olimpijskie w Soczi
4 lipca 2007, na 119. sesji MKOl, podjęto decyzję o przyznaniu organizacji 22. Zimowych Igrzysk Olimpijskich w 2014 rosyjskiemu kurortowi czarnomorskiemu – Soczi. Przyznanie Soczi organizacji Igrzysk uważa się w Rosji za jeden z ważniejszych międzynarodowych sukcesów Putina, który w pierwszej połowie 2007 osobiście zaangażował się w akcję promocyjną rosyjskiego miasta. Prezentując kandydaturę Soczi na forum MKOl Putin po raz pierwszy publicznie przemawiał po angielsku.

#### Działania polityczno-wojskowe przeciwko Ukrainie

##### Aneksja Krymu

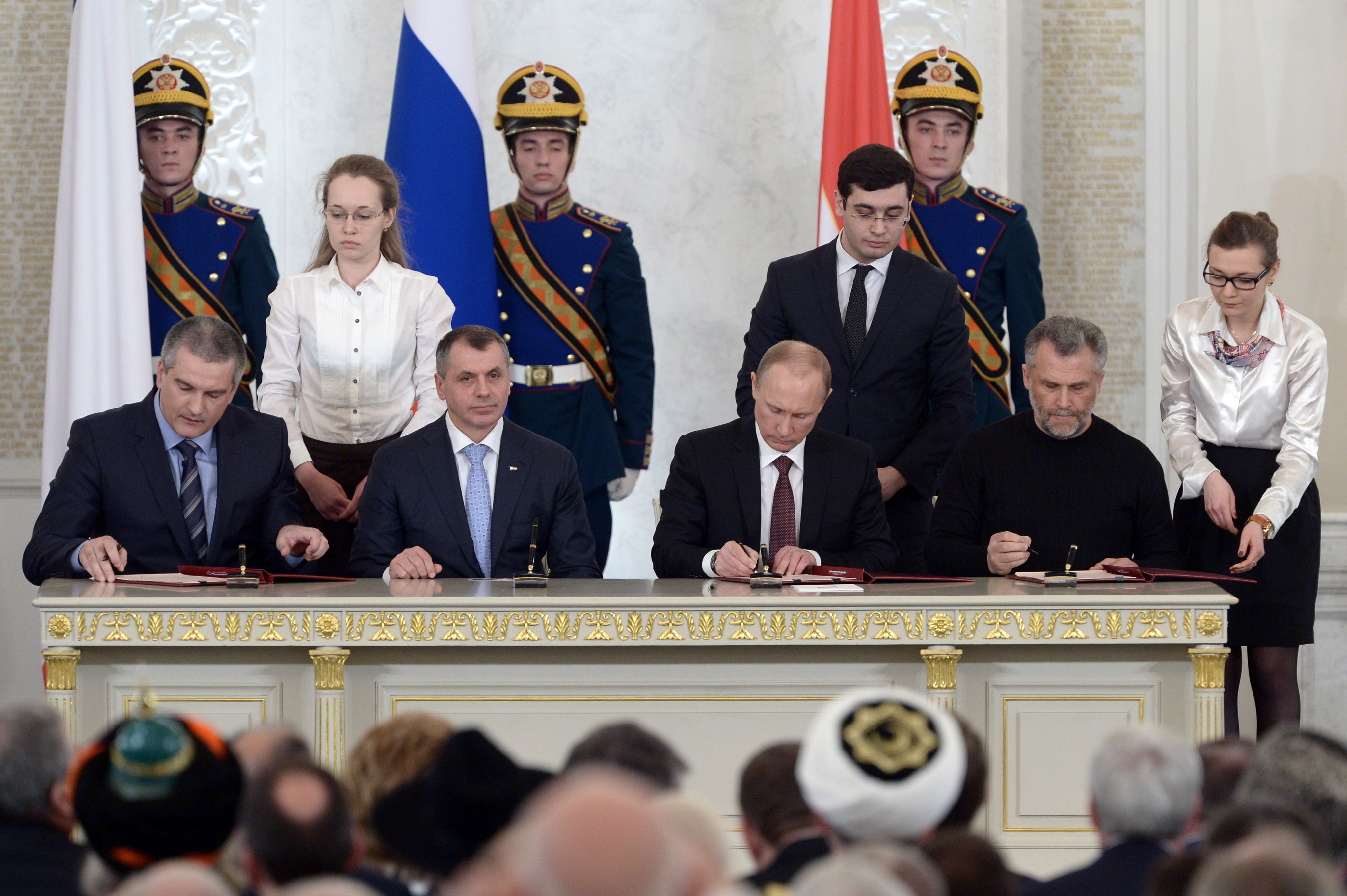
Podpisanie traktatu o przyjęciu Krymu w skład Federacji Rosyjskiej, 18 marca 2014

Po ogłoszeniu wyników referendum w sprawie statusu politycznego Krymu, 18 marca 2014 na Kremlu w Moskwie, podpisano traktat o przyjęciu półwyspu i Sewastopola w skład Federacji Rosyjskiej. Stronę rosyjską reprezentował Władimir Putin, Republikę Krymu premier Siergiej Aksionow, przewodniczący krymskiego parlamentu Władimir Konstantinow oraz mer Sewastopola Aleksiej Czałyj. Po aneksji Krymu, Putin po raz pierwszy wizytował Krym 9 maja 2014, biorąc udział w uroczystościach 69. rocznicy zwycięstwa nad hitlerowskimi Niemcami i 70. rocznicy wyzwolenia Sewastopola.
W lutym 2015, w wyniku mińskich rozmów prezydenta Rosji Władimira Putina, kanclerz Niemiec Angeli Merkel, prezydenta Francji François Hollande’a oraz prezydenta Ukrainy Petra Poroszenki, podpisano deklarację przez uczestników tzw. trójstronnej grupy kontaktowej w sprawie uregulowania konfliktu na Ukrainie. Dokument zatytułowany jako „Kompleks działań w sprawie realizacji mińskich porozumień” gwarantował od 15 lutego 2015 m.in. przerwanie działań zbrojnych oraz wycofanie przez obie strony konfliktu ciężkiego uzbrojenia.

##### Inwazja na Ukrainę
24 lutego 2022, po ośmiu latach działań hybrydowych, zainicjował militarną inwazję Rosji na Ukrainę. Trzy dni później, 27 lutego 2022 prokurator generalna Ukrainy, Iryna Wenediktowa zapowiedziała udowodnienie Władimirowi Putinowi w uczciwym procesie, że jest on mordercą i zbrodniarzem wojennym. Zapowiedziano również pociągnięcie Rosji do odpowiedzialności przed Międzynarodowym Trybunałem Karnym w Hadze. Odrębne postępowanie w tej sprawie rozpoczął również Międzynarodowy Trybunał Sprawiedliwości.
Władimir Putin został uznany za zbrodniarza wojennego – 16 marca 2022 przez Senat Stanów Zjednoczonych (jednogłośnie), a 23 marca 2022 przez Sejm Rzeczypospolitej Polskiej (poprzez aklamację). 21 września 2022 Władimir Putin podczas swojego telewizyjnego wystąpienia ogłosił częściową mobilizację. 17 marca 2023 Międzynarodowy Trybunał Karny wydał nakaz jego aresztowania, podejrzewając, że ponosi on „odpowiedzialność za zbrodnię wojenną polegającą na bezprawnej deportacji ludności (dzieci) oraz bezprawnym przesiedleniu ludności (dzieci) z okupowanych obszarów Ukrainy do Federacji Rosyjskiej”.
Władimir Putin doprowadził do tzw. referendów na części terenów czterech obwodów Ukrainy ws. aneksji ich przez Rosję, a następnie groził użyciem broni jądrowej w razie prób odzyskania tych terytoriów przez Ukrainę. W 2023 przemieścił część rosyjskiego arsenału jądrowego na terytorium Białorusi.

### Majątek Putina
W oświadczeniu majątkowym Putin zadeklarował, że jego dochód wynosi 5,8 mln rubli rocznie. Miały być to pieniądze pochodzące z wynagrodzenia jakie przysługuje prezydentowi Rosji. Według prezydenckiej strony internetowej Putin posiada też działkę budowlaną, apartament w Moskwie i garaż. To samo źródło podaje, że jest on posiadaczem dwóch samochodów marki GAZ i jednej Łady Nivy.
W maju 2013 roku Boris Niemcow i Leonid Martyniuk wydali raport Życie niewolnika na galerach. Pałace, jachty, samochody, samoloty i inne akcesoria na temat majątku Putina. Dziennikarze doliczyli się u Putina 11 samochodów o wartości 692 000 dolarów, 43 samolotów i 15 helikopterów. Ponadto doliczono się czterech statków, tysięcy hektarów ziemi, 20 pałaców oraz wielu willi i daczy.
W 2007 roku rosyjski politolog Stanisław Biełkowski przekonywał w wywiadzie dla „Die Welt”, że Putin (wówczas premier) miał 37 procent udziałów Surgutnieftiegazu i 4,5 procenta Gazpromu. W roku 2007 warte one były 40 mld dolarów, w roku 2013 wyceniano je na 70 mld dolarów. Twierdziła tak Maeve McClenaghan, brytyjska dziennikarka, która od wielu lat śledzi majątek prezydenta Rosji.
Bill Browder, który przez 10 lat był największym inwestorem zagranicznym w Rosji, uważa, że Putin ma około 200 mld dolarów, co oznaczałoby, że jest trzykrotnie bogatszy niż Bill Gates.

Putin jest u władzy 14 lat. Wszystkie zarobione w tym czasie przez Rosję pieniądze, niewydane na szkoły, drogi czy szpitale, zostały zainwestowane w nieruchomości, akcje i fundusze inwestycyjne zarządzane przez Putina i jego kumpli oraz zdeponowane na rachunkach w bankach szwajcarskich.

Mimo tych danych, wielu ekspertów wątpi w taką wartość majątku Putina.
Władimir Putin zajmuje 1. miejsce na liście 50 najbogatszych polityków świata sporządzonej przez tygodnik „Angora” jako posiadacz 70 miliardów dolarów majątku osobistego.

## Życie prywatne

### Rodzina

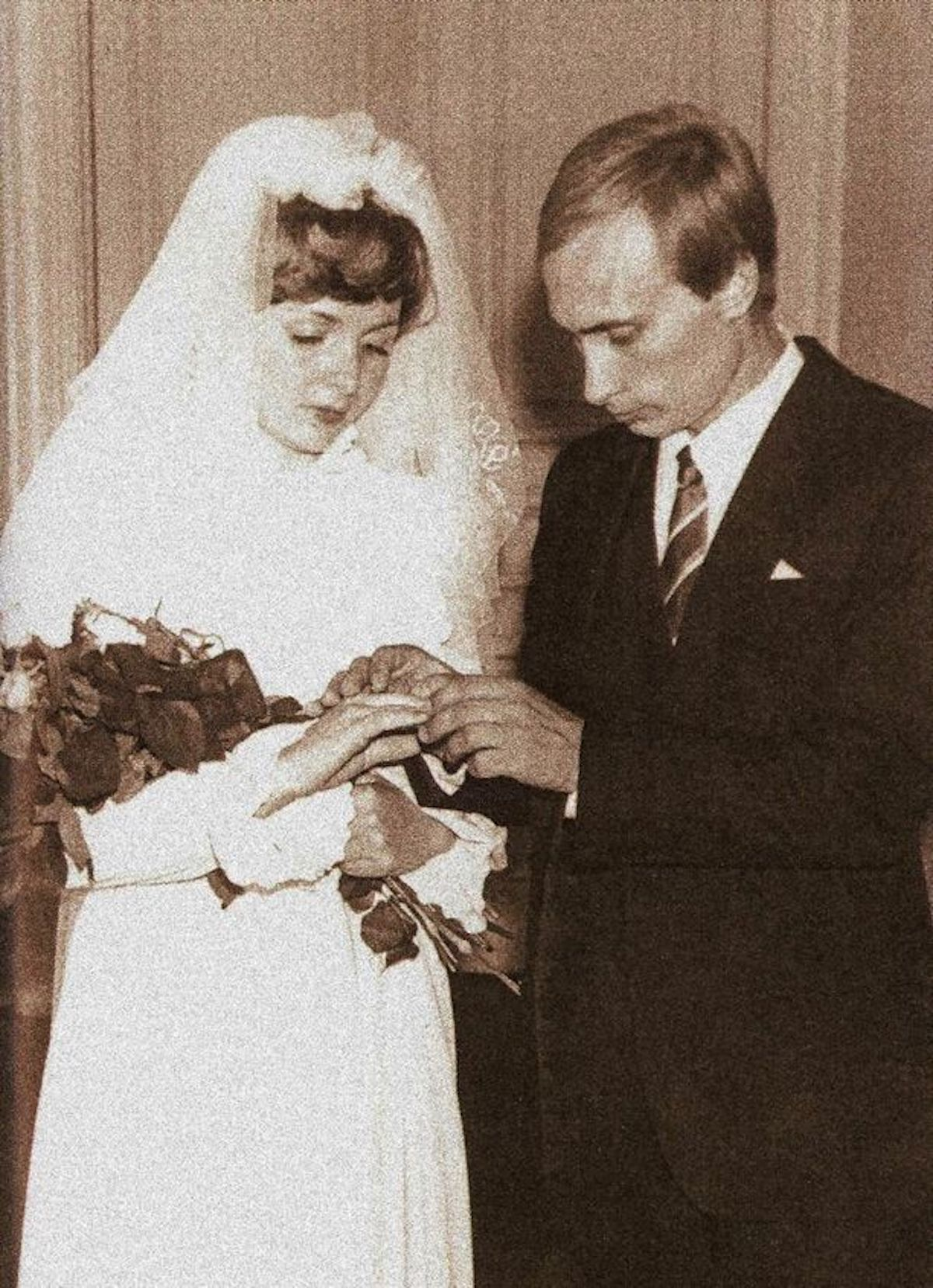
Ślub Władimira Putina z Ludmiłą Szkriebniewą, 28 lipca 1983

W 1980, w czasach pracy w pierwszym oddziale KGB w Leningradzie, Władimir Putin poznał Ludmiłę Szkriebniewą, stewardesę wewnętrznych linii lotniczych, która akurat przyleciała z przyjaciółką do Leningradu na trzy dni. Bliższa relacja między obojgiem narodziła się podczas trzech grupowych wyjść do teatru im. Arkadija Rajkina, na które Putin był zapraszany przez swojego przyjaciela. Po trzech latach znajomości Putin oświadczył się Ludmile, a następnie 28 lipca 1983 odbył się ich ślub. Małżonkowie doczekali się dwóch córek: Mariji (ur. 28 kwietnia 1985 w Leningradzie) i Katieriny (31 sierpnia 1986 w Dreźnie). W późniejszych latach obie studiowały na Petersburskim Uniwersytecie Państwowym – Marija na wydziale biologicznym, zaś Katierina na wydziale języków wschodnich, ze specjalizacją w języku japońskim. Według ustaleń niezależnych rosyjskich mediów, za sprawą Mariji Władimir Putin jest dziadkiem dwojga wnuków, urodzonych w 2012 i 2017; sam Putin w wywiadzie dla telewizji NTV z czerwca 2017 poinformował, że niedawno narodził się jego drugi wnuk. W 2022 niektóre media doniosły, że Putin ma też wnuczkę dzięki swojej młodszej córce.
W kwietniu 2008 rosyjski tabloid „Moskowskij korriespondient” doniósł, że dwa miesiące wcześniej Putin potajemnie rozwiódł się z żoną Ludmiłą i 15 czerwca 2008 poślubi byłą rosyjską gimnastyczkę artystyczną Alinę Kabajewą. I chociaż zarówno Putin jak i rzeczniczka Kabajewej zaprzeczyli pogłoskom o bliskiej relacji między nimi, Grigorij Niechoroszew, redaktor naczelny tabloidu, bronił artykułu, twierdząc, że dziennikarze spędzili tygodnie na sprawdzaniu faktów i że opinia publiczna ma prawo wiedzieć wszystko – czy to prawdę czy to fałsz – na temat swojego prezydenta. „Moskowskij korriespondient” niedługo potem przestał istnieć – pod koniec października 2008 ukazało się jego ostatnie wydanie.
6 czerwca 2013 Ludmiła i Władimir Putinowie w wywiadzie dla telewizji Rossija 24 ogłosili, że są w separacji, która zdaniem Ludmiły, była „ich wspólną decyzją”. Ludmiła dodała także: „Nasze małżeństwo się rozpadło, ponieważ prawie się nie widujemy”. 2 kwietnia 2014 Kreml potwierdził, że rozwód Putinów został sfinalizowany. 
Kuzynem (bratem stryjecznym) Władimira Putina jest Igor Putin, były wojskowy, a później polityk, przedsiębiorca i m.in. wiceprezes Master Banku, który oskarżany był o udział w różnych procederach tzw. prania pieniędzy.

### Religia

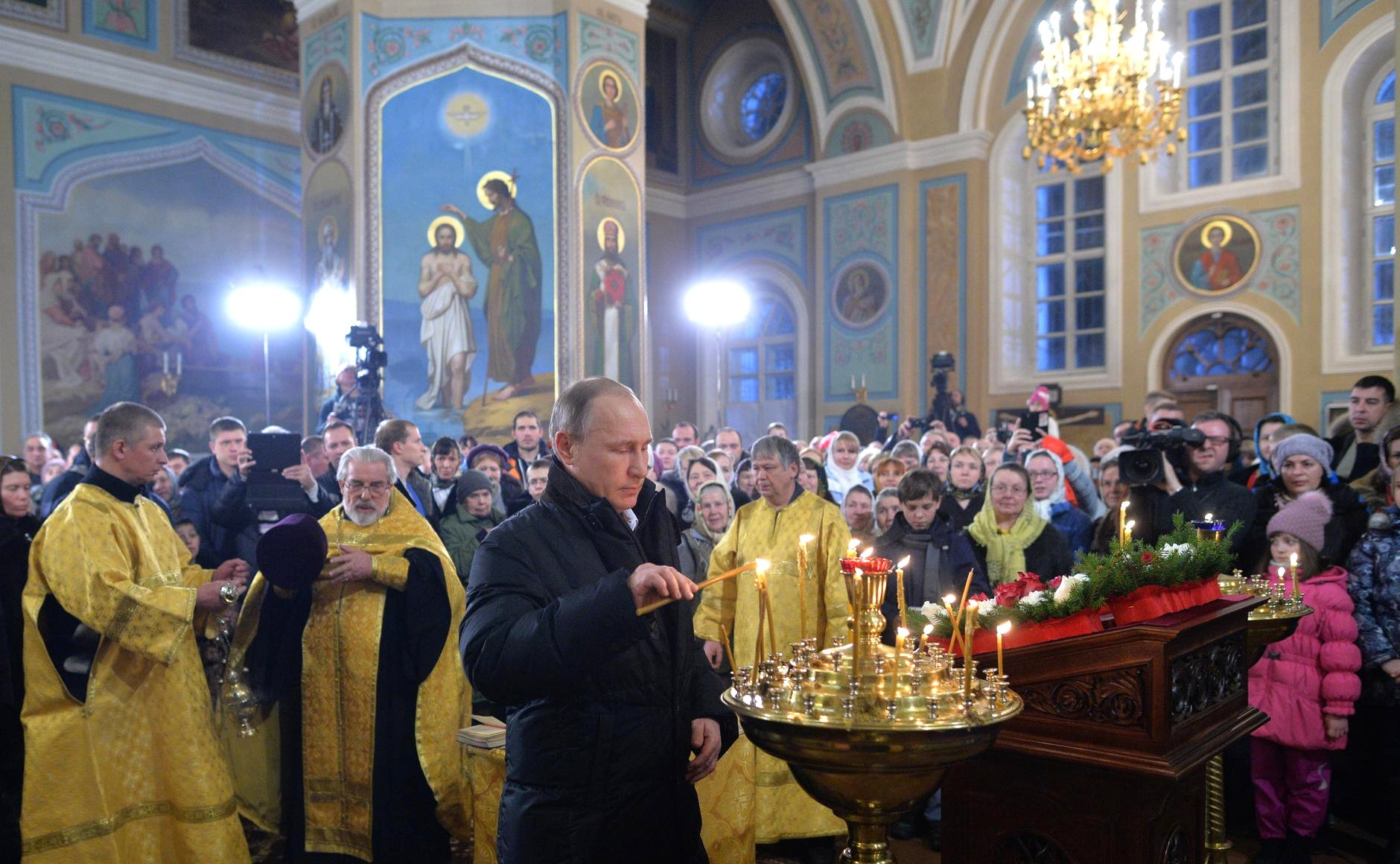
Władimir Putin podczas nabożeństwa wigilijnego w Cerkiew Opieki Matki Bożej w Turginowie we wsi Turginowo w obwodzie twerskim w styczniu 2016

Putin w przestrzeni publicznej prezentuje się jako pobożny wyznawca prawosławia. Jak sam twierdził, został ochrzczony niedługo po narodzinach, a jego matka była gorliwą chrześcijanką, co nie było czymś oczywistym w realiach ateistycznego ZSRR. Do mediów nieraz trafiały zdjęcia pokazujące Putina uczestniczącego w nabożeństwach, a w ciągu ponad dwóch dekad swego istnienia rząd Putina przeznaczył niemałe sumy pieniędzy na budowę nowych cerkwi i remonty starych, przywrócił edukację religijną do programu nauczania oraz zacieśnił więzi z przedstawicielami Rosyjskiego Kościoła Prawosławnego.

### Sport

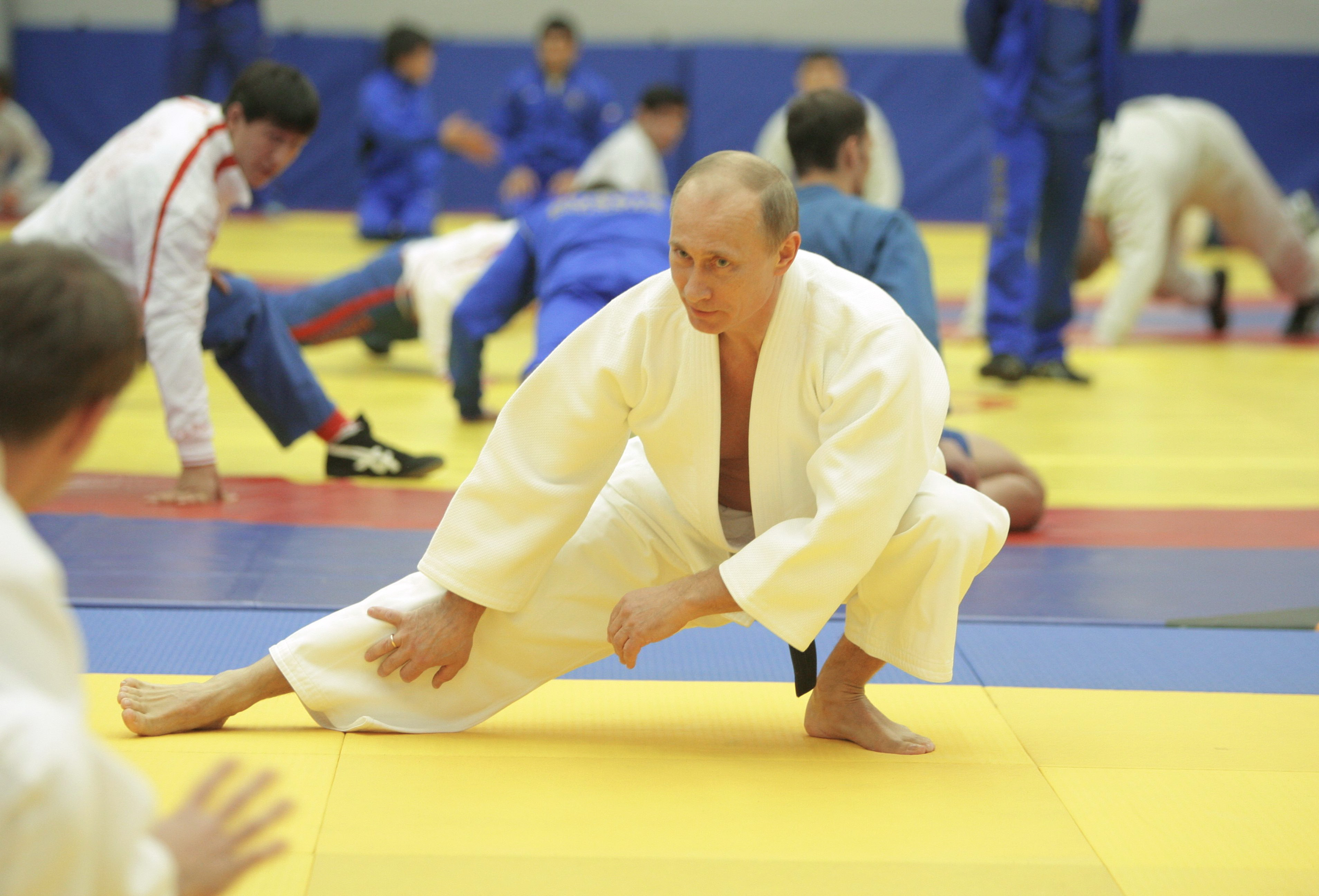
Władimir Putin podczas sesji treningowej judo w centrum sportu i rekreacji Moskowskij w Petersburgu w 2010

Putin jest fanem piłkarskiego klubu Zenit Petersburg. Wykazuje także zainteresowanie narciarstwem alpejskim i hokejem na lodzie, które to dyscypliny okazjonalnie zdarza mu się uprawiać – np. w 2019 jeździł na nartach w Krasnej Polanie z prezydentem Białorusi Alaksandrem Łukaszenką, a także wziął udział w pokazowym meczu hokeja na lodzie z byłymi zawodnikami National Hockey League w pałacu lodowym Bolszoj w Soczi.
Rosyjski prezydent od 11. roku życia trenuje judo i sambo. W obu tych dyscyplinach ma na koncie  mistrzostwo Leningradu i posiada tytuł Mistrza Sportu. Ma także czarny pas w judo oraz w karate. We wrześniu 2006 został honorowym prezydentem Europejskiej Unii Judo, a w 2010 otrzymał doktorat honoris causa w judo od południowokoreańskiego Uniwersytetu Yong In. W październiku 2012 otrzymał od Międzynarodowej Federacji Judo, której był wówczas honorowym prezydentem, ósmy dan, jedno z najwyższych odznaczeń w judo. Został tym samym pierwszym Rosjaninem, który został nim uhonorowany. W marcu 2022 Międzynarodowa Federacja Judo odebrała Władimirowi Putinowi, a także rosyjskiemu oligarsze Arkadijowi Rotenbergowi wszystkie tytuły i stanowiska w organizacji w następstwie inwazji Rosji na Ukrainę.

## Odznaczenia i wyróżnienia
Lista niepełna:
- Brązowy medal „Za zasługi” Narodowej Armii Ludowej NRD (Bronzene Verdienstmedaille der Nationalen Volksarmee, 1988, NRD)
- Order Honoru (1996, Fed. Rosyjska)
- Order Hồ Chí Minha (Huân chương Hồ Chí Minh, 2001, Wietnam)
- Order Złotego Orła (Алтын Қыран ордені, 2004, Kazachstan)
- Złoty Medal Kortezów Generalnych (Las Cortes Generales, 2006, Hiszpania)[138]
- Order Zajida (2007, Zjednoczone Emiraty Arabskie)
- Order Króla Abd al-Aziza (2007, Arabia Saudyjska)
- Order „Ismoili Somoni” I stopnia (2007, Tadżykistan)
- Order „Za Wybitne Zasługi” (2008, Uzbekistan)[139]
- Order „Erdeni Ochir” (2009, Mongolia)[140]
- Wielki Łańcuch Orderu Oswobodziciela (2010, Wenezuela)[141]
- Saksoński „Order Wdzięczności” (Dankesorden, 2009, Niemcy)
- Pokojowa Nagroda Konfucjusza (2011)[142]
- Order Przyjaźni Narodów (2013, Białoruś)[143]
- Order José Martí (2014, Kuba)[144]
- Krzyż Wielki Orderu Świętego Karola (2013, Monako)[145]
- Order Republiki Serbii I stopnia (2014, Serbia)[146]
- Order „Manas” (2017, Kirgistan)[147]
- Order Przyjaźni (2018, Chiny)[148]

## Upamiętnienie
W 2016 roku w Serbii niewielka osada Adžinci została przemianowana na Putinovo, upamiętniając Władimira Putina, dla którego w miejscowości panuje duże poparcie. W osadzie wytwarza się też śliwowicę zwaną Putinovką. W Kirgistanie natomiast znajduje się szczyt nazwany na jego cześć – Władimir Putin atyndagy czoku.